# Romanik

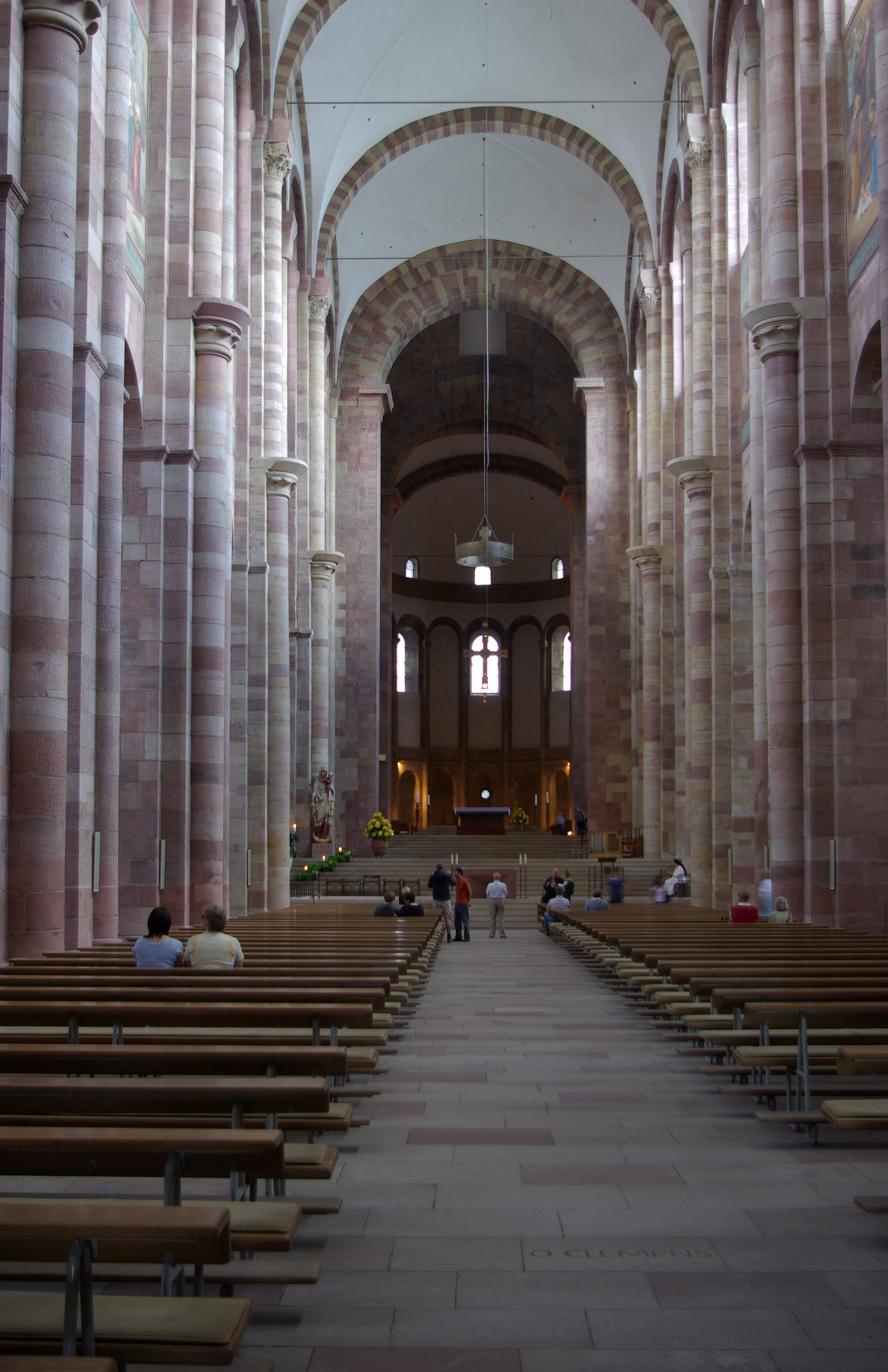
Das Hauptschiff des Speyerer Doms

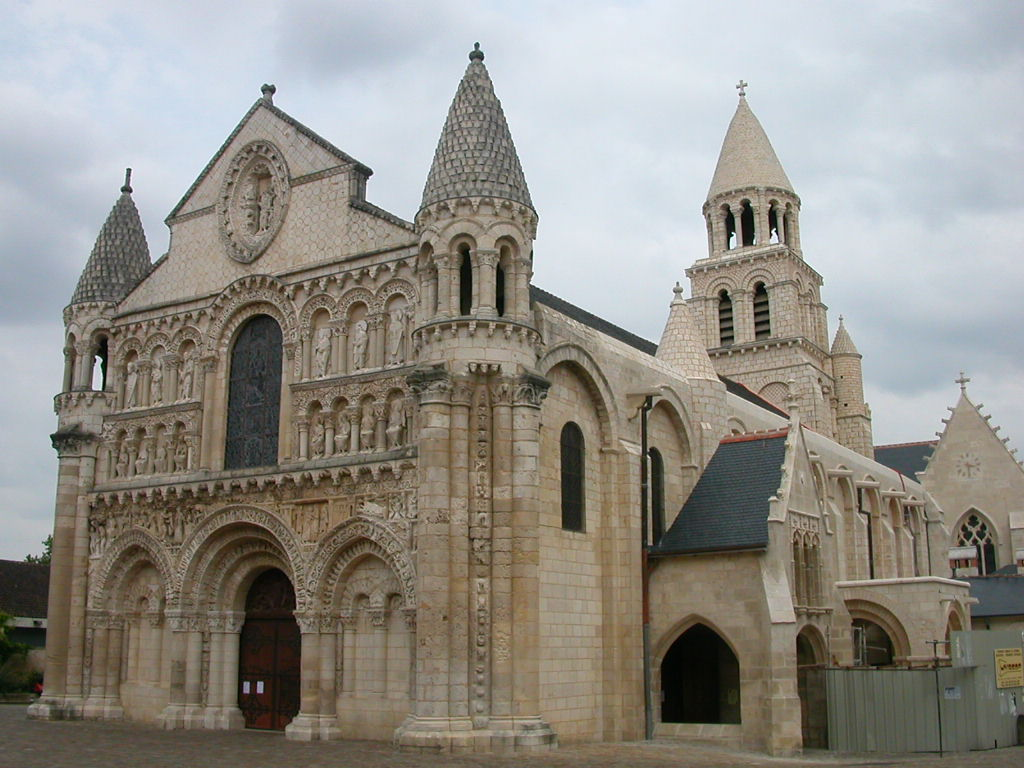
Notre-Dame-la-Grande in Poitiers

Der Begriff Romanik  (auch: romanischer/vorgotischer Stil) beschreibt die kunstgeschichtliche Epoche in der europäischen mittelalterlichen Kunst zwischen der Vorromanik und der nachfolgenden Gotik in Malerei, Bildhauerkunst und Architektur. Die romanische Architektur beginnt etwa um 950/960 und tritt in ganz Europa auf. Sie wird in Frankreich ab den 1140er Jahren von der Gotik abgelöst, nördlich der Alpen sowie in Spanien und Italien jedoch erst im Lauf des 13. Jahrhunderts. Regionale Ausprägungen der italienischen Romanik werden teilweise auch als Protorenaissance bezeichnet. Über die Normandie gelangten im 11. Jahrhundert romanische Bauformen als Norman Style auf die britischen Inseln und lösten die dortige vorromanische angelsächsische Architektur ab. Die Romanik gilt als erste große gesamteuropäische Kunstepoche seit dem Untergang Roms im 5. Jahrhundert und damit dem Ende der Antike. Als typische Erkennungsmerkmale romanischer Bauten gelten Rundbögen, Rundbogenfenster, Säulen mit blockartigen Kapitellen und Wände mit betont wuchtigen Steinmassen. Grundrisse und Baukörper folgen einfachen geometrischen Formen.

## Wortschöpfung

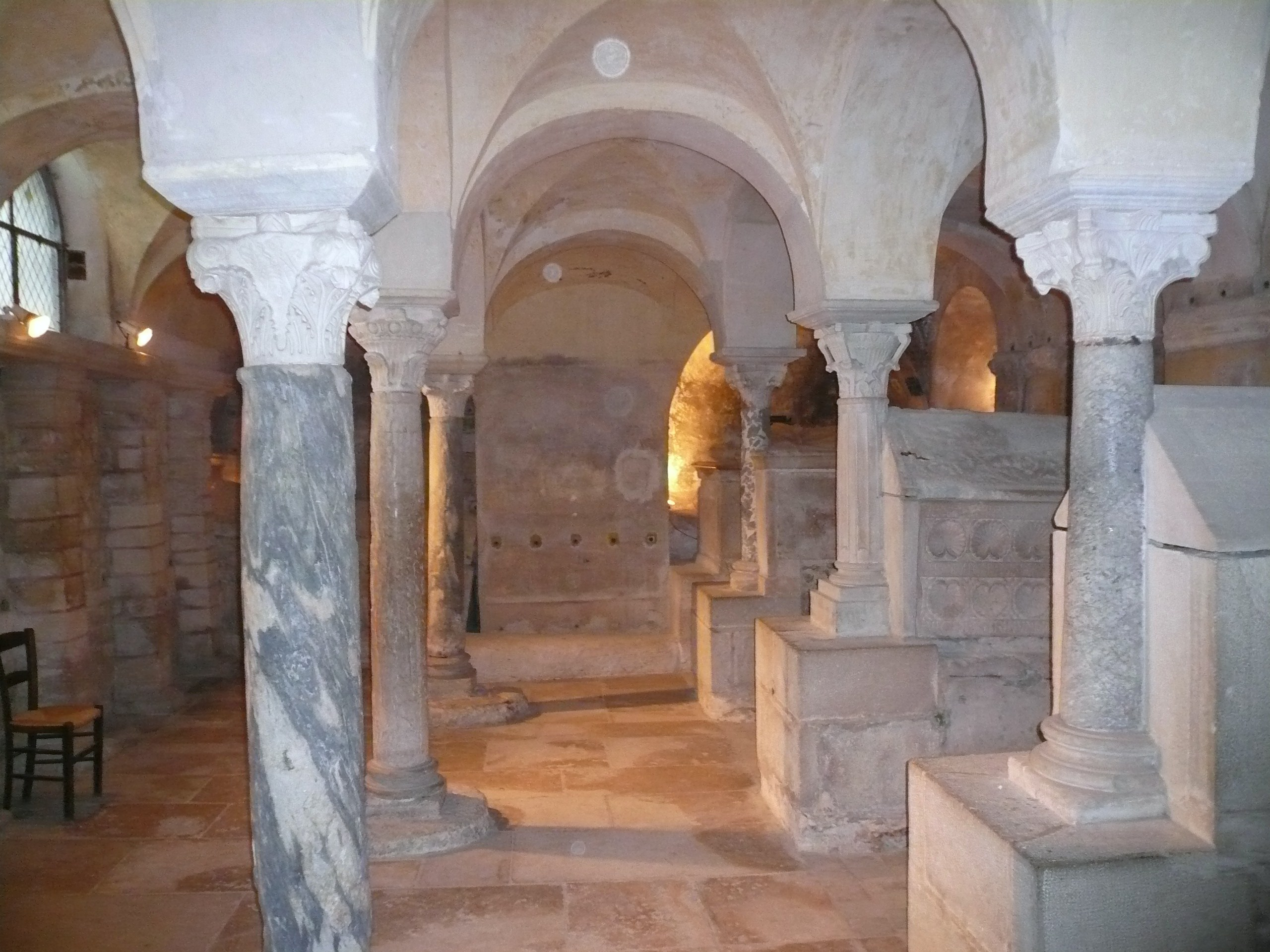
Merowingische Krypta der Abtei Jouarre nordöstlich von Paris
(Säulen römisch, Kapitelle 7. Jh., Gewölbe 10. Jh. oder jünger)

Die Bezeichnung art roman („romanische Kunst“, in Lautabwandlung von romain – „römisch“) wurde erstmals im Jahre 1818 von dem französischen Gelehrten Charles de Gerville (1769–1853) für den Rundbogenstil bzw. Gewölbe vor den Rippengewölben verwendet und bereits 1819 in England von William Gunn (engl.: „romanesque“) eingesetzt. Der Begriff wurde als Hinweis auf die Verwandtschaft zur römischen Architektur gewählt, von der Rundbogen, Pfeiler, Säulen und Gewölbebau übernommen waren. Er ist analog zum Begriff der „romanischen Sprachen“ gebildet, der die im Mittelalter aus der römisch-lateinischen Sprache hervorgehenden Volkssprachen bezeichnet.

## Zeitrahmen

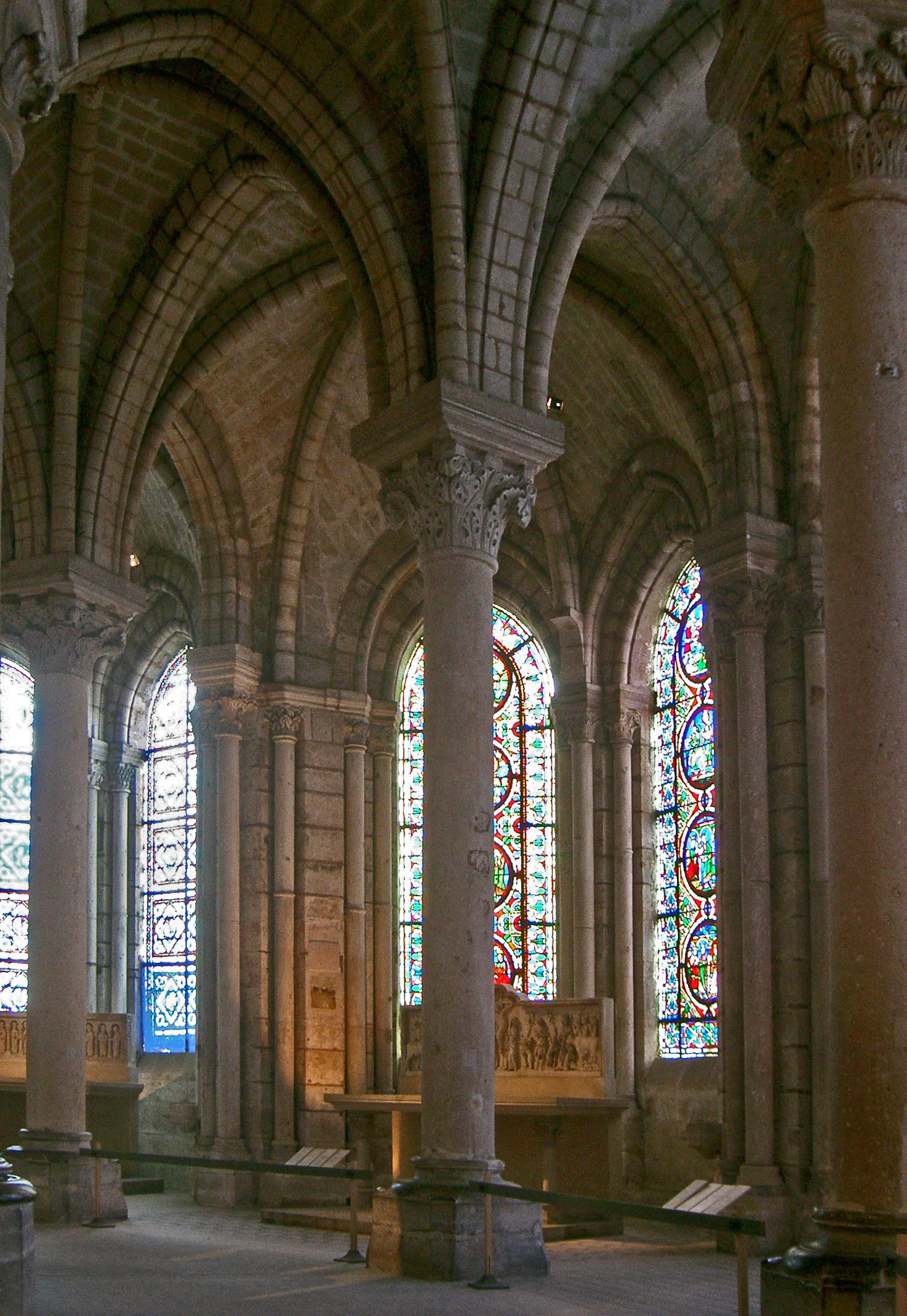
Chorumgang der Basilica Saint-Denis, Ausgangspunkt der Gotik

Der Romanik gingen die als Vorromanik zusammengefassten Stilepochen voraus. Diese waren aber regional recht unterschiedlich. Darunter fallen die byzantinisch geprägte Spätantike (byzantinische Architektur), die Baustile der Ostgoten und der Westgoten (westgotische Architektur) sowie der Langobarden. In deren Anschluss bildete sich in Westeuropa das Fränkische Reich heraus, dessen Stilepochen nach den Herrscherdynastien in eine merowingische und eine karolingische (Karolingische Renaissance) getrennt werden. Zeitgleiche regionale Ausprägungen gab es in Asturien und in Teilen Kroatiens. Die Jahrzehnte um das Jahr 900 haben nur wenige kleine Steinbauten und archäologische Spuren hinterlassen, da die Zeit von den Einfällen der Normannen an Küsten und schiffbaren Flüssen und denen der Madjaren (Ungarnsturm) aus dem Osten geprägt war.
Nach dem Niedergang der Karolinger und der Teilung des Reiches blühten im Ostfränkischen Reich Kunst und Architektur erst wieder auf, als die seit 919 regierenden Ottonenkaiser in der zweiten Hälfte des 10. Jahrhunderts politisch erstarkten. In ihren Stammgebieten entwickeln sich die nordöstlichen Kunstzentren (Magdeburg und Hildesheim). Treibende Kraft für Bautätigkeit und Kunstproduktion der Ottonischen Renaissance, mit der die Romanik beginnt, werden nun die Klöster. Der epochalen Eigenständigkeit der ottonischen Kunst entspricht in den meisten übrigen europäischen Ländern keine eigene Stilstufe. In Italien entwickelte die Lombardei eine nach Nordspanien und punktuell über die Alpen nach Norden wirkende Strahlkraft. Eine der Leistungen der lombardischen Präromanik war die Wiederbelebung und Weiterentwicklung des Backsteinbaus. In Frankreich setzt man den Beginn der ersten Phase der Romanik nach dem Machtantritt der Kapetinger (971) um die Wende vom 10. zum 11. Jahrhundert an. Damit begann dort eine Entwicklung, die schließlich zur Gotik hinführte.
Unter den Salischen Kaisern begann am Ende der 1060er Jahre die zweite Phase der Romanik. In Deutschland wird sie als Hochromanik bezeichnet, in Norditalien als Lombardische Romanik. In Polen begann die Romanik mit der Krönung von Kasimir I. dem Erneuerer, im Jahre 1038. Mit der Errichtung der Kreuzfahrerstaaten erreichte die Romanik aber auch die Levante.
Mit der Errichtung des Chors der Abteikirche (heute Kathedrale) von Saint-Denis 1140 bis 1144 begann die Gotik in Frankreich, in Deutschland hingegen erst um 1180 (gotischer Umbau des Limburger Doms) bzw. 1209 (Neubau des Magdeburger Doms). Die zwischen diesen Jahren und auch noch danach errichteten romanischen Bauwerke in Italien, Deutschland und anderen Ländern werden der Spätromanik zugerechnet.
Der Stilwechsel fiel östlich der Maas in eine Zeit intensiver Bautätigkeit. Dadurch weisen zahlreiche Bauwerke sowohl romanische als auch gotische Stilelemente auf. Für entsprechende Kirchenbauten im Rheinland, die noch bis zur Mitte des 13. Jahrhunderts entstanden, ist der Begriff Rheinischer Übergangsstil eingeführt; eine Gruppe niederländischer Bauten zwischen Niederrhein und Friesland wird dort als Romanogotik klassifiziert.

## Romanische Baukunst

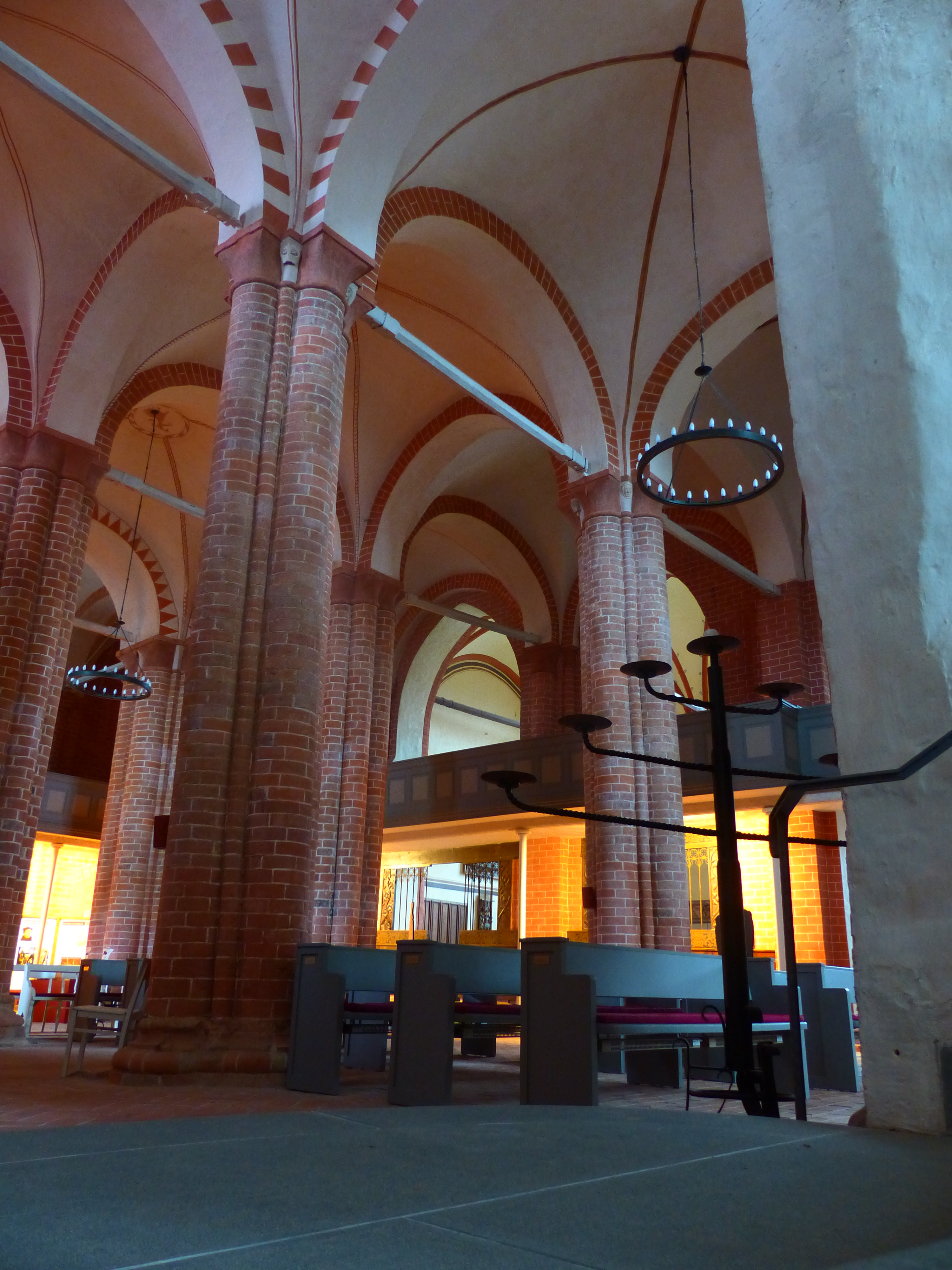
Kreuzgratgewölbe der Kirche St. Jakob und St. Dionysius in Gadebusch

### Allgemeines
Typisch für die romanische Baukunst sind Rundbögen und dicke, festungsartige Mauern (besonders in den Westbauten) mit kleinen Fenstern. Die Kirchenräume sind oft noch mit offenen Dachstühlen oder flachen Holzdecken geschlossen, später werden immer weiter gespannte Tonnen- oder Kreuzgratgewölbe gebaut. Die Kapitelle, auch wenn sie vegetabil oder figürlich ausgestaltet sind, bleiben doch blockhaft kompakt. Ihre Grundform ist oft das Würfelkapitell.
In einigen romanischen Bauwerken finden sich Spolien, wiederverwendete Materialien aus antiken Bauten. Das reicht von einfachen Mauersteinen und Mauerziegeln bis zu erlesenen Bauteilen wie Kapitellen oder Säulen. Manche stammen aus römischen Ruinen der Umgebung. Insbesondere Säulen wurden auch von weit her importiert.

### Romanische Kirchgebäude

#### Weiterentwicklungen der Basilika

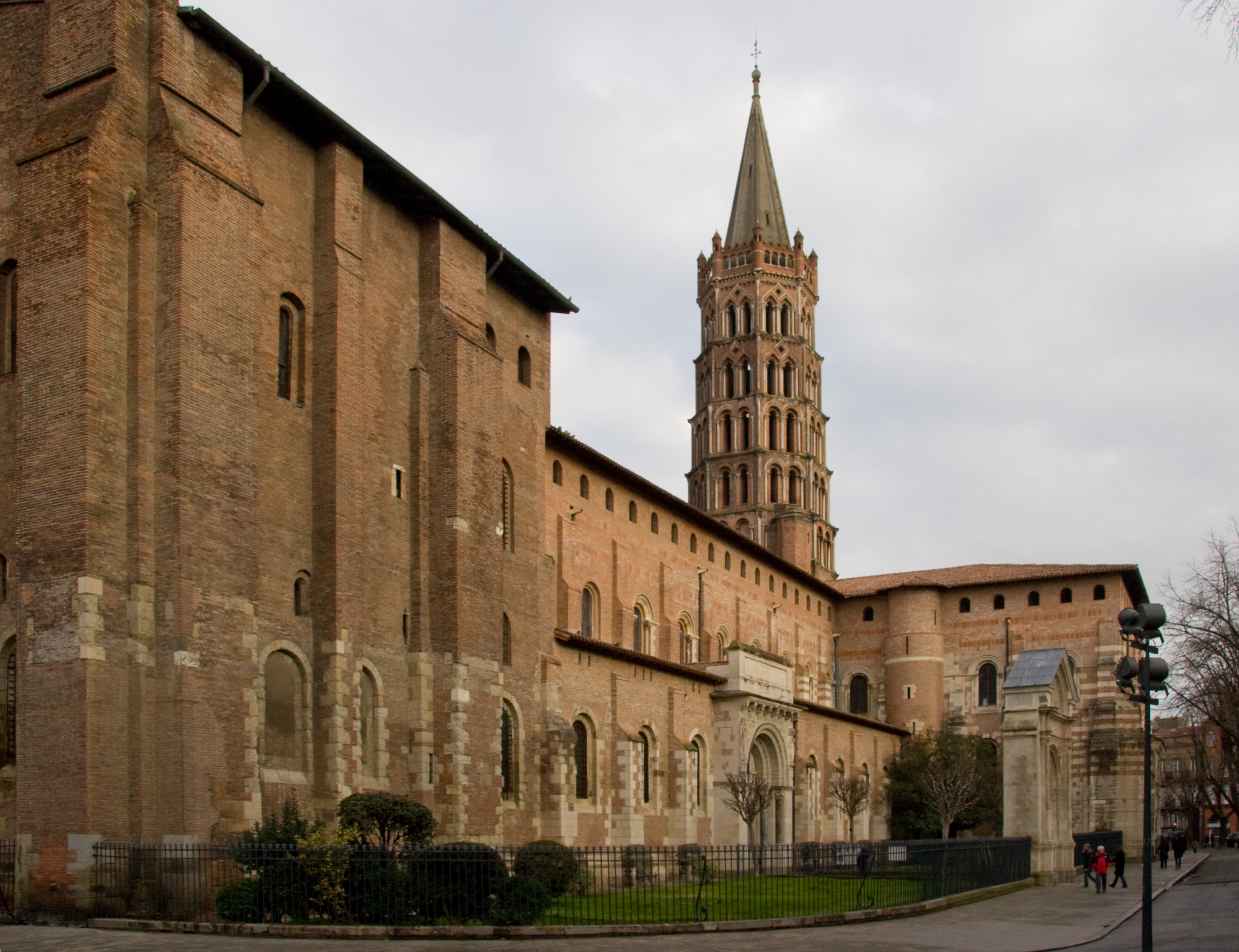
Basilika Saint-Sernin in Toulouse

Schon in der Spätantike hatte man die Bauform der Basilika, die vor dem Aufstieg des Christentums zur Staatsreligion ein Profanbau war, für Kirchenbauten verwendet. In der Romanik wurde dieser Bautyp weiterentwickelt. Das Querschiff, in der Spätantike nicht länger als das dreischiffige Langhaus breit und von diesem durch einen Triumphbogen getrennt, wurde nun mit dem Mittelschiff durch die Vierung verbunden, in der beide sich kreuzten. Die Querschiffsarme ließ man nun gerne seitlich über die Seitenschiffe hinausragen, wodurch der Grundriss des Gebäudes die Form eines lateinischen Kreuzes bekam.
Zwischen Vierung und Hauptapsis, bzw. bei Kirchen ohne Querhaus zwischen Kirchenschiff und Hauptapsis, wurde ein Chorjoch eingefügt. Dessen (zumeist westliche) Begrenzung zu den übrigen Kirchenräumen wurde nun als Triumphbogen ausgeführt.
Die Vierung ließ man oft als Turm über die Dächer von Hauptschiff und Querschiff hinaus ragen, mit Fenstern im Turmgeschoss und einer Kuppel als Decke.
Auch einige einschiffige Kirchen wurden mit Querschiff und Vierung ausgestattet, sie bekamen so einen deutlicher kreuzförmigen Grundriss.
Der Kirchenbau, ob mit einfachem Grundriss oder auch mit Langhaus, Querhaus und Chor konnte statt als Basilika (mit in der Höhe gestaffelten Kirchenschiffen) auch mit gleich hohen Schiffen als Hallenkirche ausgebildet werden.
Eine andere Entwicklung mit teilweise ähnlichem Ergebnis waren Emporenbasilika und Emporenhalle: Ähnlich wie es als Zentralbau schon in der Pfalzkapelle zu Aachen gebaut worden war, konnten über den Decken der Seitenschiffe weitere Räume angelegt werden, ebenfalls durch Arkaden zum Mittelschiff hin offen. In weniger großen romanischen Kirchen konnten Emporen der Trennung sozial unterschiedlicher Gruppen dienen. In den ganz großen dienten sie eher der Statik, dem Raumklima und der Demonstration von Reichtum.

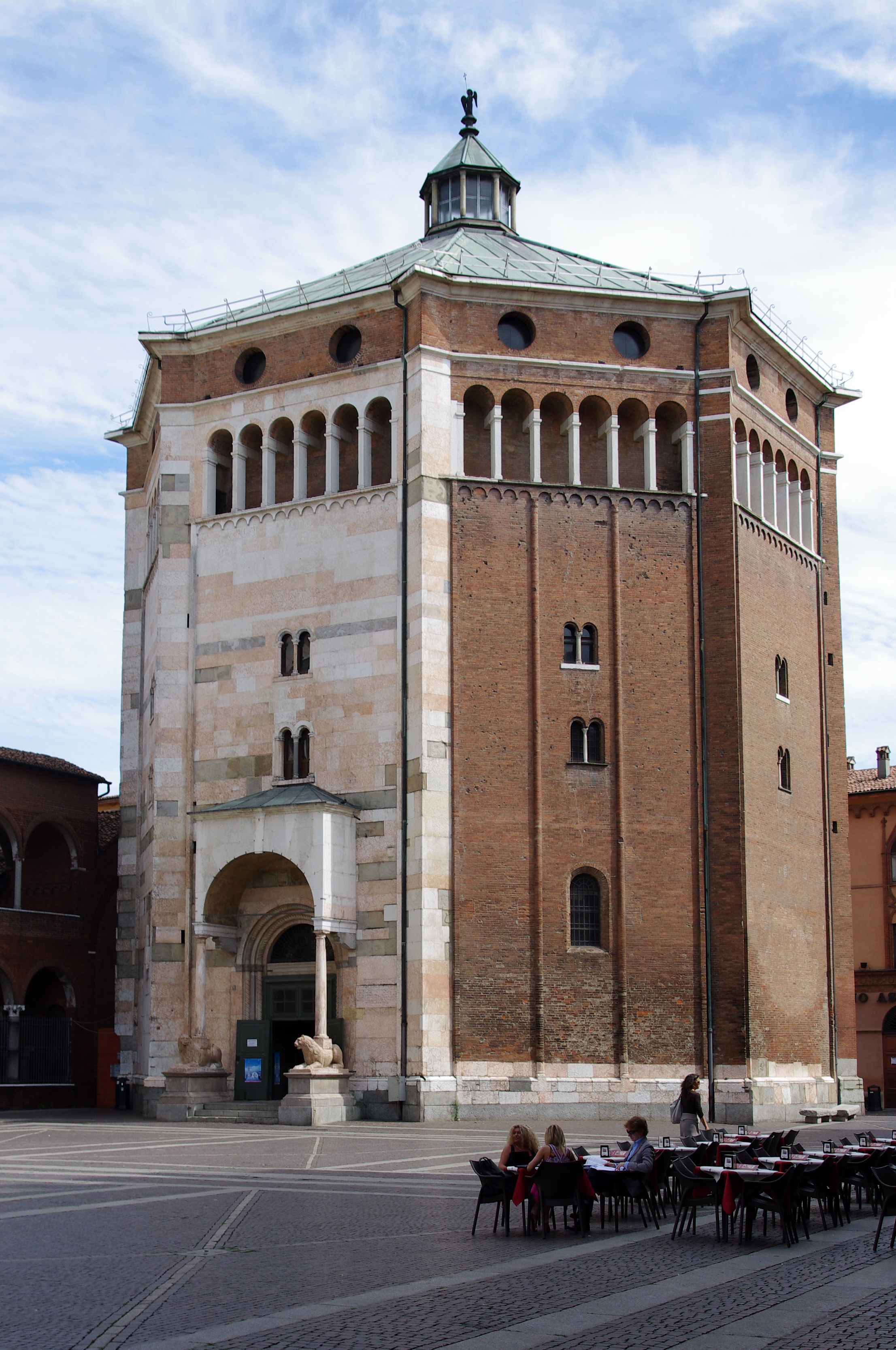
Baptisterium von Cremona

#### Zentralbauten
Im Abendland blieb der Longitudinalbau ein Standardtypus der Sakralarchitektur. Daneben gab es auch den Zentralbau. Er konnte aus einem einzigen runden oder polygonalen Raum bestehen, oder aus einem zumeist höheren Zentralraum und einem niedrigeren oder auch durch Emporen mehrgeschossigen Umgang. Als Zentralbau, in der Romanik vorzugsweise achteckig, errichtete man gerne Baptisterien (vor allem in Italien), Burgkapellen und Grabkapellen, sowie Heilig-Grab-Kirchen. Ein repräsentatives Beispiel findet man mit der Abteikirche Ottmarsheim im Elsass.

#### Apsis und Chor

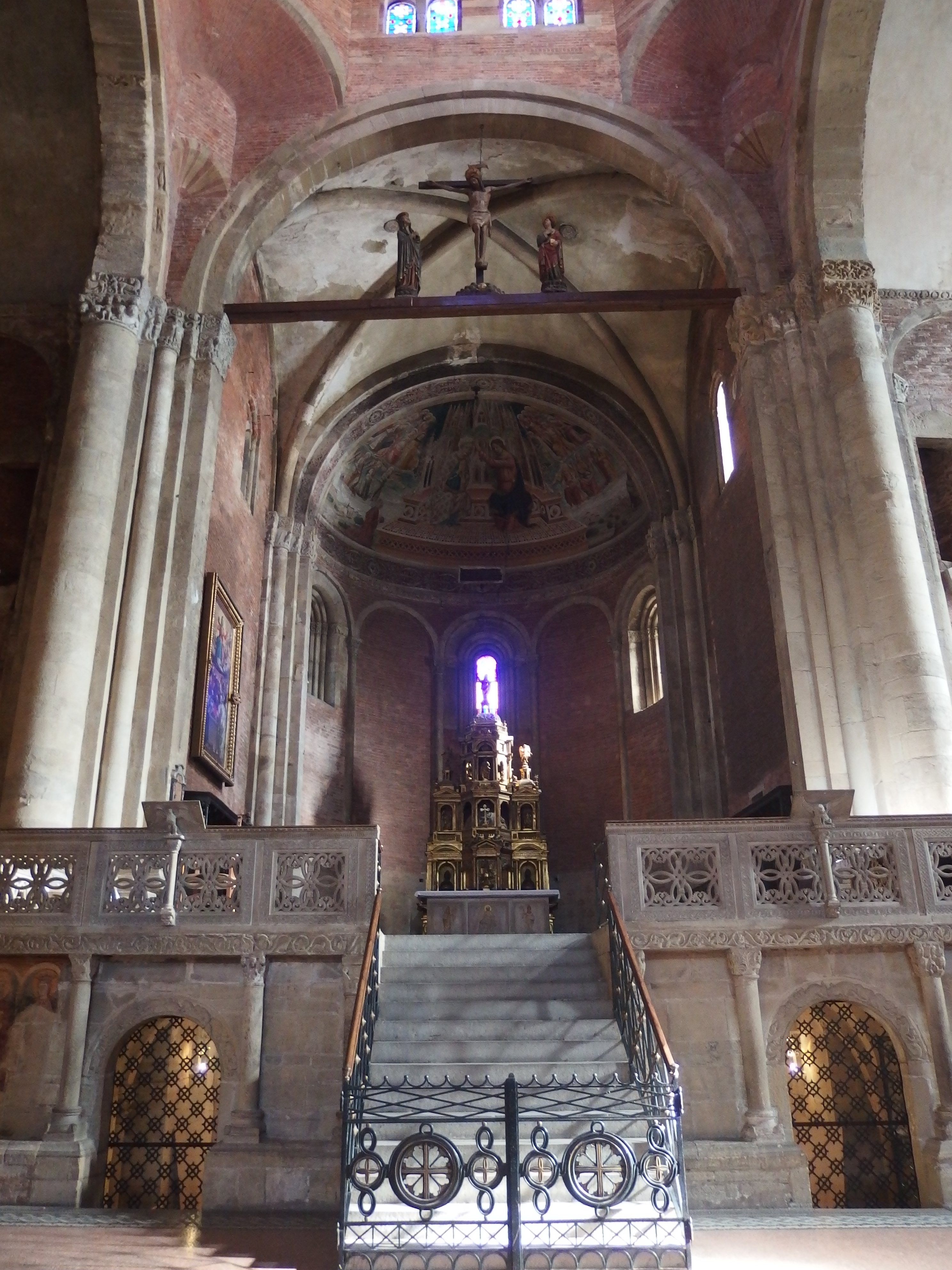
San Michele Maggiore, Pavia, Chorjoch und Apsis über der Krypta

Das Wichtigste am Innenraum mittelalterlicher Kirchen war die Umgebung des Hauptaltars im Osten. In frühchristlichen Basiliken hatte die Apsis mit dem Altar direkt an das Querschiff angeschlossen. In romanischen Basiliken setzte man vor die Apsis einen zusätzlichen Raum, der zusammen mit dieser den Chor (-Raum) bildete. Hier nahmen die Kanoniker oder Mönche an der Liturgie teil. Die gleichbleibenden Texte der Heiligen Messe wurden von ihnen „im Chor“ gesungen. (Gemeindegesang kam auch in der katholischen Kirche erst mit der Reformation auf.). In Kirchen ohne Querschiff konnte der Chor durch einen (Triumph-)Bogen vom übrigen Schiff getrennt sein. Bei einem abgegrenzten Altarraum konnte auf eine halbrunde Apsis verzichtet werden. Andererseits bekamen manche Kirchen Nebenapsiden an den Querhausarmen, oder zusätzlich zu dem Chor im Osten einen im Westen. Der Fußboden des Chors lag oft höher als der des Kirchenschiffs. Der Raum darunter, die durchweg mit gemauertem Deckengewölbe versehene Krypta, war Bestattungsort für Heilige und Würdenträger.
Im ländlichen Bereich wurde mancherorts auch zunächst nur eine kleine Kapelle als Witterungsschutz für Altar und Geistlichen errichtet, an die dann später ein Kirchenschiff für die Gemeinde angebaut wurde.

#### Gewölbe

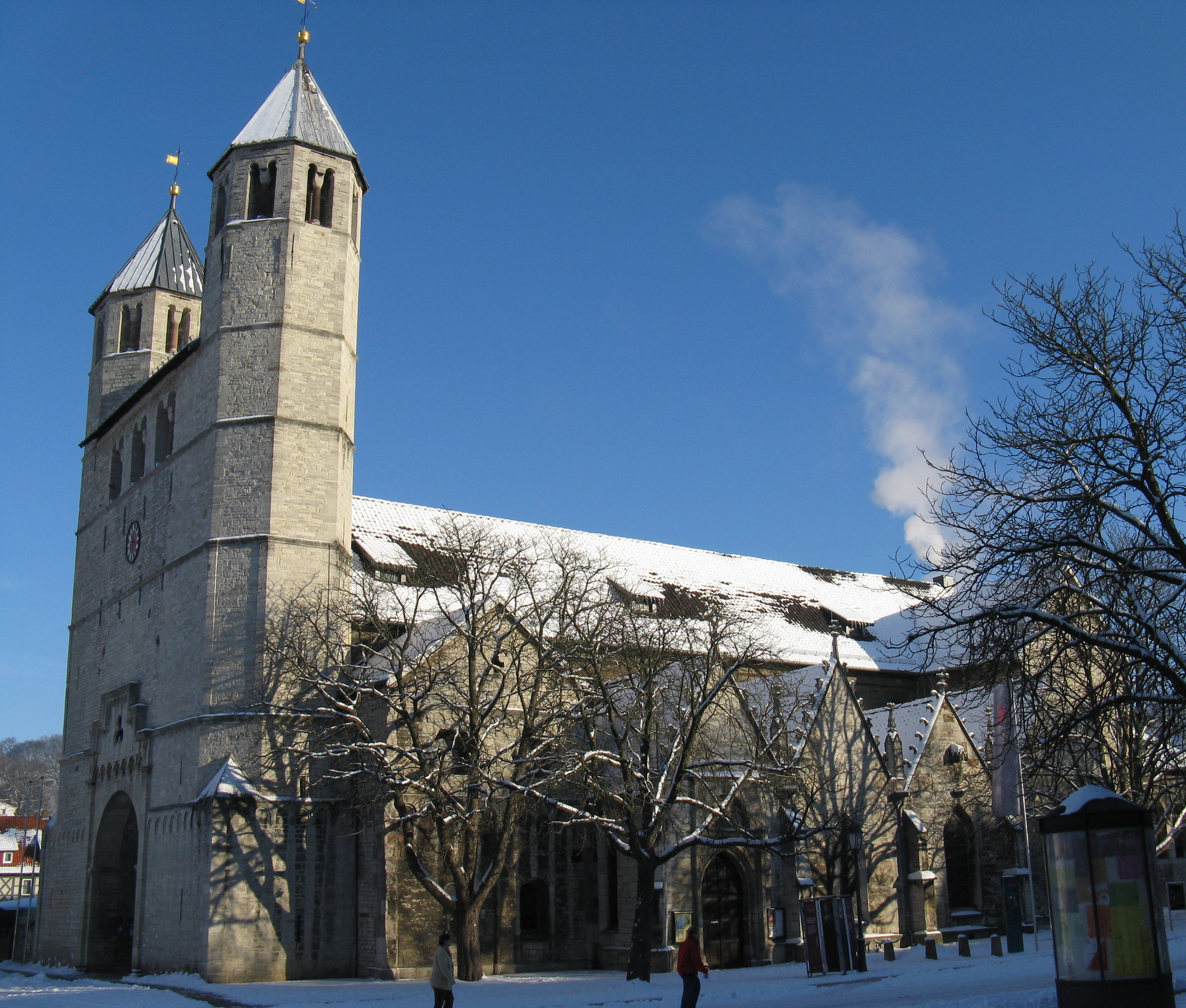
Stiftskirche Gandersheim mit Westwerk

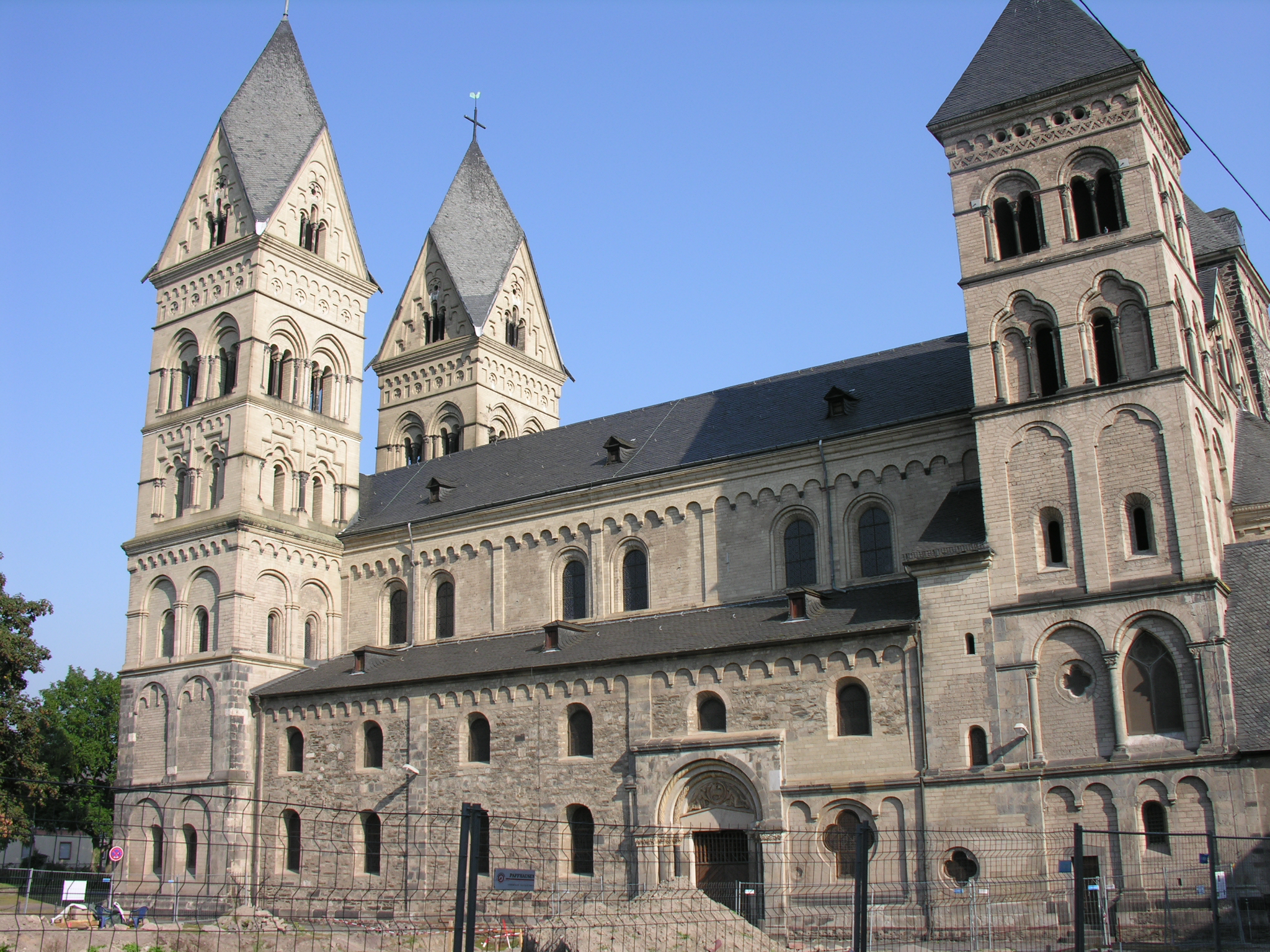
Liebfrauenkirche in Andernach mit vier Türmen

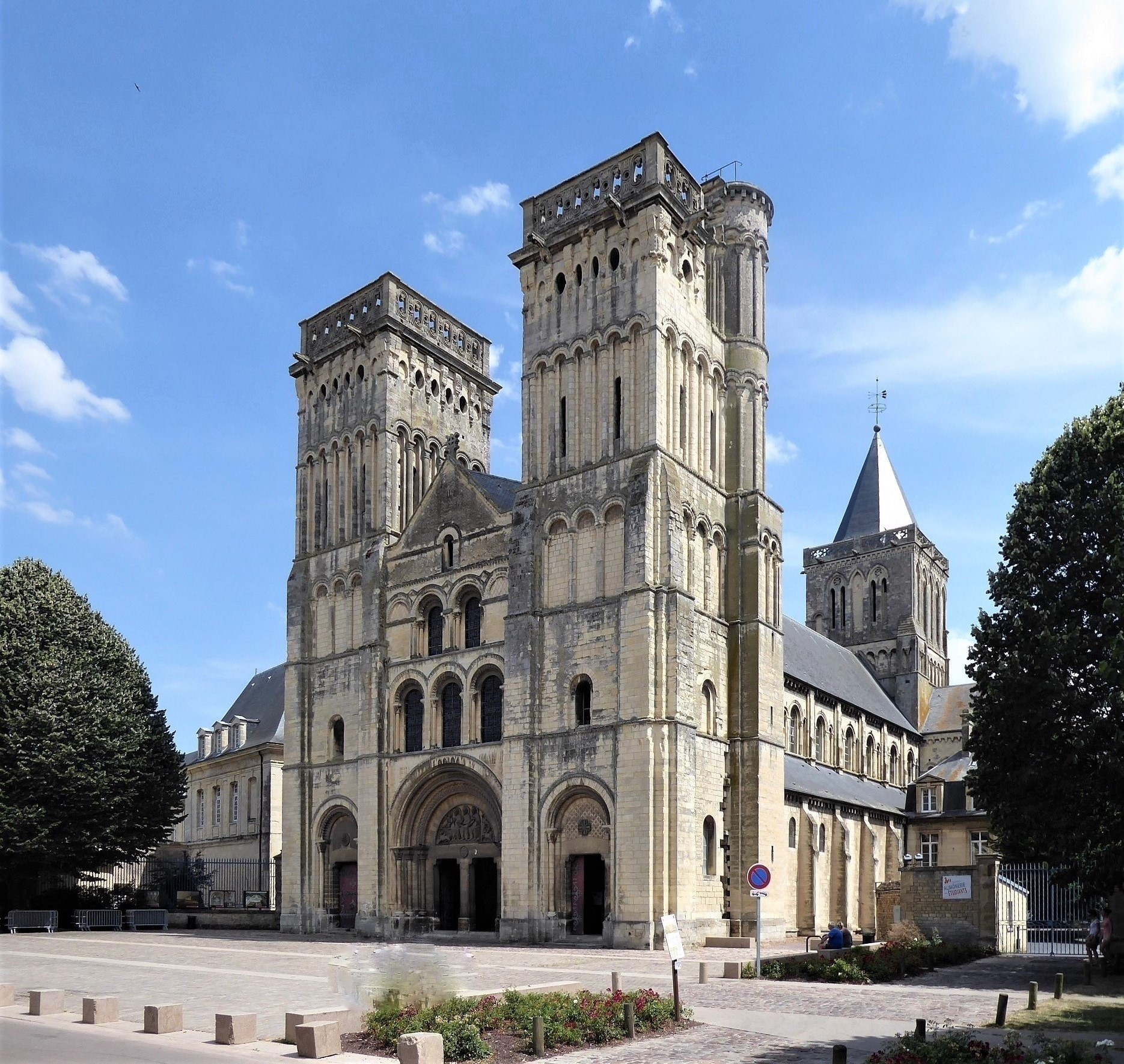
Sainte-Trinité in Caen, Normandie, Vierungsturm und Vorstufe zur gotischen Zweiturmfassade

Wie weiter oben erwähnt, gelten als typische Kennzeichen romanischer Kirchen Tonnengewölbe, vor allem in Frankreich, und Kreuzgratgewölbe, besonders in Deutschland, natürlich jeweils mit rundbogigem Querschnitt. Tatsächlich weisen zwar romanische Krypten in der Regel Kreuzgratgewölbe auf, aber romanische Kirchenschiffe oft nicht. Über Seitenschiffen romanischer Basiliken kommen Kreuzgratgewölbe immerhin häufig vor, über Mittelschiffen sind sie geradezu selten. Wegen ihres starken Seitenschubes bereiten Rundbogengewölbe in großer Höhe statische Probleme. Vielfach hat man es bei einer flachen Holzdecke oder einem offenen Dachstuhl belassen. Das Mittelschiff des Doms zu Speyer ist mit kuppigen Gewölben gedeckt, damit die Kräfte an den Hochschiffswänden steiler einwirken. In so manchem ansonsten romanischen Gemäuer hängen spitzbogige Kreuzrippengewölbe nach dem Schema der Gotik, bei manchen alten Bauten hat man flache Decken nachträglich durch gotische Gewölbe ersetzt, so beim Mainzer Dom. Spätromanisch begonnene Bauten hat man oft von vornherein mithilfe technischer Errungenschaften der schon begonnenen Frühgotik konzipiert. Zu diesem Thema gibt es die Liste romanischer Kirchen mit gotischen Gewölben und die Liste romanischer Kirchen mit Kreuzgratgewölbe über Kirchenschiffen.
Neben den häufigen bzw. erwarteten Gewölbeformen finden sich auch solche, die in der Romanik selten sind, aber nur in Verbindung mit der Romanik vorkommen. Sehr früh ist das rippenlose Hängekuppelgewölbe der Bartholomäuskapelle (Paderborn). Während anderswo schon gotisch gebaut wurde, errichtete man hier und da auch rundbogige Rippengewölbe, siehe Liste

#### Türme
In vielen Gegenden wurden in der Romanik Türme beliebt. Bei ihrer Einbindung in das Kirchengebäude gab es gegensätzliche Tendenzen, die aber manchmal miteinander kombiniert wurden:
- Vierungsturm
- Vier Türme
- Westtürme
- Westwerk, bei kleineren Kirchen Westbau

#### Regionalstile
- Frankreich:
  - Die Normandie hatte durch ihre normannischen Herzöge eine Sonderstellung in Frankreich und weltlich wie kirchlich intensive Beziehungen zu England. Sie zählt zu den produktivsten Regionen der romanischen Architektur mit den frühromanischen Teilen der Notre-Dame der Abtei Jumièges und den beiden hochromanischen Kirchen St. Étienne und Ste-Trinité in Caen. Hier kamen Doppelturmfassade und Rippengewölbe zum Durchbruch, also Architekturelemente, die sonst eher als Kennzeichen der Gotik gelten.
  - Die Champagne zählte wie die Île-de-France zum fränkisch geprägten französischen Kerngebiet. Eines der bekanntesten romanischen Bauwerke ist die Abteikirche Saint-Remi in Reims. Vom romanischen Bau der Stiftskirche Notre-Dame-en-Vaux in Châlons sind nur noch die beiden Osttürme erhalten, die übrigen Teile sind frühgotisch.
  - Im Poitou entstanden erste Hallenkirchen sowie in Poitiers die Stiftskirche Notre-Dame-la-Grande mit ihrer prächtigen Fassade.
  - Die Region um Toulouse wurde zu einem Gebiet des Backsteinbaus, herausragendes Zeugnis ist die Basilika St-Sernin.
  - Bedeutende Zeugnisse der burgundischen Romanik sind die Kathedrale von Autun und die Abtei Fontenay. Zwei weitere Abteien im Burgund hatten europaweite Bedeutung: Die Abtei Cluny, von deren romanischen Bauten nur noch Teile erhalten sind, war Ausgangsort der Cluniazensischen Reform der Ordensregeln, die auch den Bau von Klosterkirchen beeinflusste. Die Abtei Citeaux, deren ältestes heute erhaltenes Gebäude die gotische Bibliothek ist, war das Mutterkloster aller Zisterzienserabteien.
- Deutschland:
  - An den rheinischen Bischofssitzen wurden neue Kathedralen errichtet, etwa der frühromanische Willigis-Bardo-Bau des Mainzer Doms (ab 1009) und der Kaiserdom zu Speyer, auch bedeutende Klosterkirchen wie Maria Laach. In Köln, wo es neben dem gotischen Dom heute zwölf romanische Basiliken gibt, wurde ausgehend von St. Maria im Kapitol der sogenannte Trikonchos typisch, bei dem außer dem Chor auch die Seitenschiffsarme Apsiden haben.
  - Das Stammesherzogtum Sachsen erlebte als Herkunftsgebiet der Ottonen einen kulturellen Aufschwung, wegen Erzvorkommen und guter Böden besonders die Harzregion. Hier entstanden in der Frühromanik die Kirchen in Hildesheim und die Stiftskirche St. Cyriakus in Gernrode. In Goslar begann man 1005 mit dem Bau der Kaiserpfalz die ab 1030 erheblich ausgebaut wurde. In der Spätromanik trat Heinrich der Löwe als Bauherr auf.
  - Mehrere der großen romanischen Kirchen in Deutschland haben nicht nur an einem Ende einen Chor, sondern an beiden. Manche haben auch vor beiden Chören ein Querhaus. Eine völlige Symmetrie in Längsrichtung wurde allerdings wohl nirgends geschaffen. Doppelchoranlagen boten die Möglichkeit, verschiedene Schutzheilige zu würdigen, oder auch neben kirchlichen Autoritäten weltliche Stifter herauszustellen.[6]
  - In der Spätromanik wurde, übernommen aus der Lombardischen Romanik, der Backsteinbau in Deutschland eingeführt, sporadisch in Süddeutschland, landschaftsprägend in Norddeutschland, siehe Backsteinromanik.
- Italien:

- Die Lombardische Romanik nördlich des Apennin stand in vielfältigem Austausch mit der Baukunst jenseits der Alpen. Es gibt mehr Gewölbedecken als weiter südlich. Auffällig sind die schon erwähnten ansteigenden Zwerggalerien unter den Giebelschrägen. Ein großer Teil der Gebäude ist aus Backstein, darunter San Pietro in Ciel d’Oro in Pavia und – außer dem Westgiebel – der Dom von Parma. Die Kathedrale von Modena, äußerlich mit Stein verblendet und stilistisch toskanischen Bauten angenähert, zeigt im Inneren mehr Backstein als andere Kirchen der Region.
- In der Toskanischen Romanik wurden große Teile von Wandflächen mit Blendarkaden oder Zwerggalerien verziert, nicht selten auch die Seitenwände der Kirchenbauten. Beispiele sind der Dom zu Pisa, die Kathedrale von Lucca und Santa Maria della Pieve in Arezzo.
- Florenz, das einen ganz anderen Stil entwickelte als die Städte in anderen Teilen der Toskana, indem stärker auf antike Formen zurückgegriffen wurde (Bauten der auch sogenannten „Protorenaissance“ sind San Miniato al Monte und das Baptisterium).
- Ähnlich war es weiter südlich, vor allem in Latium.
- Die Adriaküsten der Italienischen Halbinsel und Dalmatiens (zeitweise zu Venedig, zeitweise und auch heute zu Kroatien) bildeten einen gemeinsamen Kulturraum. Hier gab es auch byzantinische Einflüsse, ausgehend teilweise von den Kreuzfahrerhäfen (Venedig und in Apulien), teilweise direkt.
- In Sizilien ist die Romanik durch eine arabisch-byzantinisch-normannische Symbiose in der Kunst gekennzeichnet.
- In Apulien, das ab 1077 gleichermaßen von den Normannen regiert wurde, entwickelte sich hingegen ein stark von Norditalien beeinflusster Stil.

- Spanien:
  - Im Norden des Landes gab es mehrere kleine Königreiche, die sich im Rahmen der Reconquista langsam gegen den islamischen Süden ausdehnten. In der Frühromanik orientierte sich die Baukunst vor allem an lombardischen Vorbildern, später vor allem an französischen, etwa in der Verwendung von Tonnengewölben.
  - Mit der Tätigkeit muslimischer Handwerker entstanden Bauwerke, die sowohl der Romanik als auch dem Mudéjarstil angehören (sowie später auch Mudéjar-Adaptationen von Gotik und Renaissance).[8][9]Angelsächsische St-Laurence’s Church in Bradford-on-Avon, 10./11. Jh.

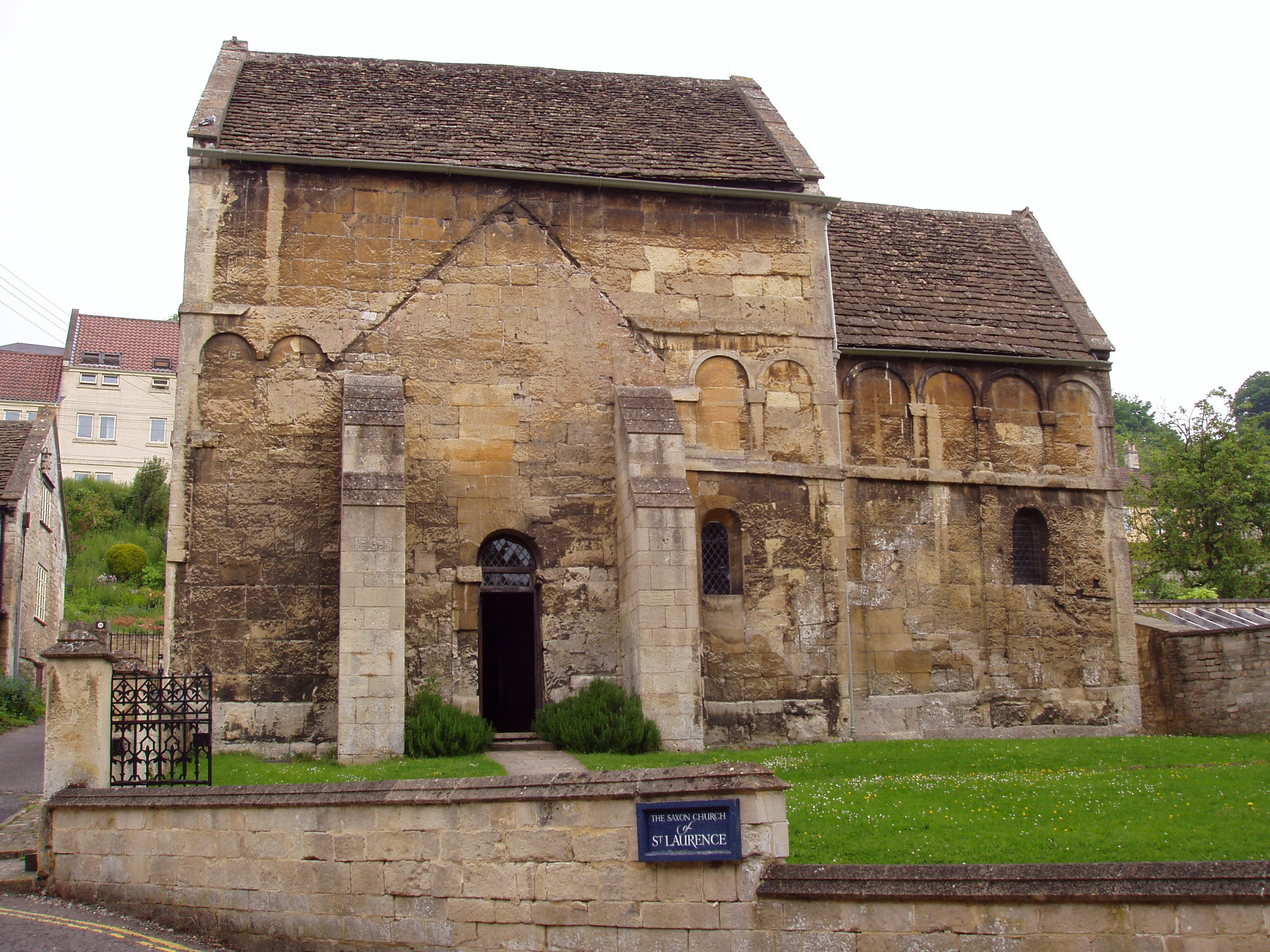
Angelsächsische St-Laurence’s Church in Bradford-on-Avon, 10./11. Jh.

  - Schon im 12. Jahrhundert und noch in romanischen Formen wurden Hallenkirchen in Spanien errichtet, ein Bautyp, der für Kirchen mittlerer Größe in diesem Land auch in den nachfolgenden Stilen wichtig, in manchen Regionen sogar vorherrschend war. Besonders bei den frühen reichte der Kirchenraum trotz gemauerter Arkaden bis an die hölzernen Dachschrägen.
- England und Schottland:
  - Die Formensprache der wenigen Zeugnisse angelsächsischer Architektur weist Züge der Romanik auf. Es dürften zumeist kleine Kirchen gewesen sein. Aber das vornormannische York Minster soll 33 Altäre gehabt haben, unter Edward dem Bekenner wurde eine große Westminster Abbey errichtet, und die angelsächsischen Grundmauern des Stow Minster, das 1066 nach einem Brand im Wiederaufbau war, haben beachtliche Ausmaße.
  - Nach der Eroberung Englands unter Wilhelm dem Eroberer 1066 wurden mehrere große und zahlreiche kleinere Kirchen im Norman Style errichtet, einer Form der Hochromanik.

- Irland

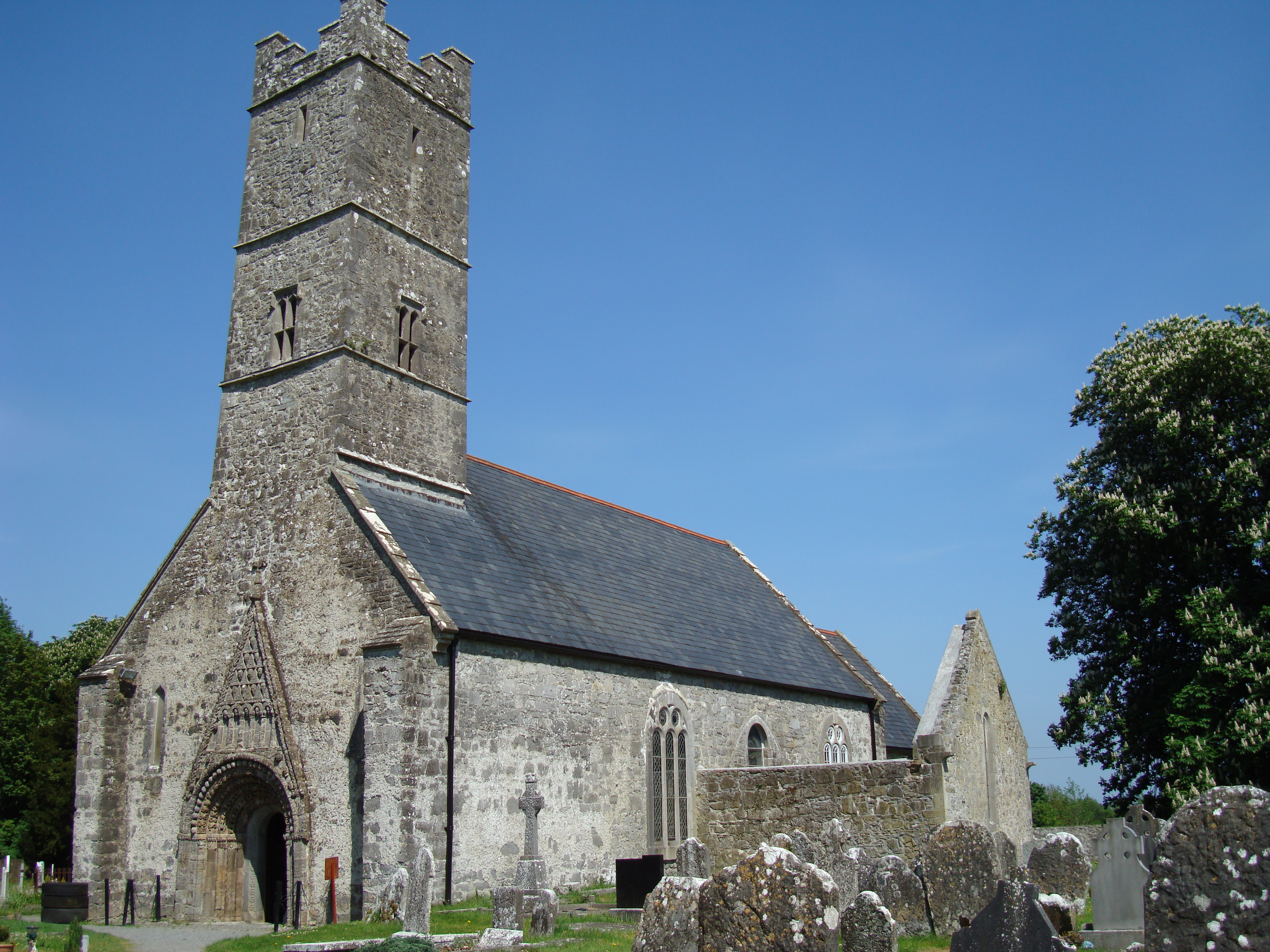
Clonfert, Galway, Irland

  - Clonfert, Galway, IrlandAuf der irischen Insel entwickelte sich der irisch-romanische (nach dem lateinischen Namen Hibernia für Irland auch „Hiberno-Romanisch“ genannte) Stil ab dem frühen 12. Jahrhundert, als auch die Kirchenstruktur großen Änderungen unterworfen war. Die Kirchengebäude sind weiterhin meist klein, aber jetzt immer in Apsis und Chor unterteilt. Von der Vorgängerarchitektur wurden die über die Ecken hinausreichenden Verlängerungen der Seitenwände übernommen. Neu sind aber die kunstvollen runden Türeingänge, die oft aus gestaffelten, sich verengende (Halb)säulen bestehen, Diese sind meist mit Zickzackleisten und Skulpturen menschlicher Köpfe verziert. Darüber ist oft noch eine dreieckige Giebelfläche, die ebenfalls Skulpturen enthält. Beispiele sind die Kirchen in Clonfert und Killeshin.[10]

- Dänemark:

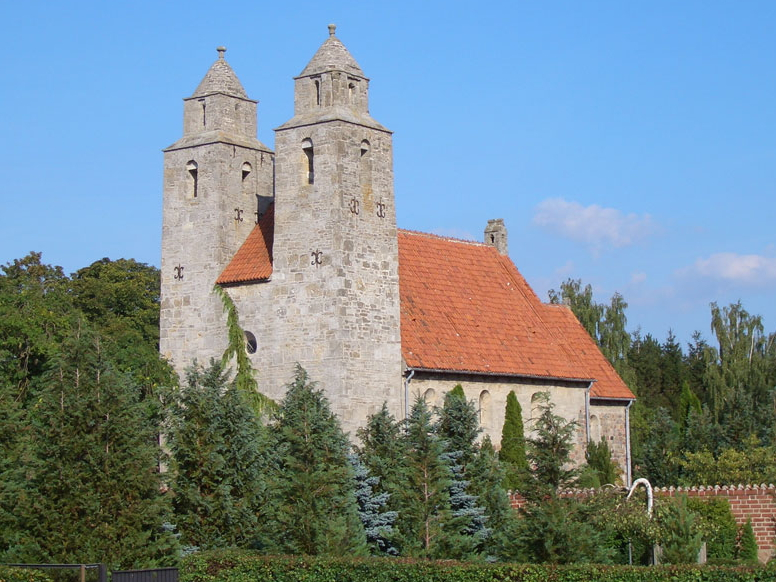
Tveje Merløse Kirke, letzte von einst mehreren kleinen Zweiturmkirchen auf Sjælland

  - Gebäudeformen verweisen auf eigenständige Beziehungen der dänischen Architektur nach Süden. Sie erklären sich aus der großen Mobilität der nordeuropäischen Seefahrer schon im 11. Jahrhundert und aus der Großmachtstellung Dänemarks (das bis 1658 auch den Südwesten des heutigen Schweden umfasste) im 12. und frühen 13. Jahrhundert.
  - Bevor der erste Backstein in Dänemark gebrannt wurde, waren hier in großer Zahl von Kirchen aus hochwertigem Natursteinmauerwerk errichtet worden, im Osten des Landes aus Kalkmaterialien und Sandstein, in Jütland etwa tausend Granitquaderkirchen.[11] Viele der Granitquaderkirchen sind klein, aber so manche hat aufwändig gestaltete Portale. Typisch für kleine dänische Granitquaderkirchen sind die Monolithauflieger; die oberen Abschlüsse von Fenstern haben zwar die Form eines Rundbogens, aber dieser ist nicht aus mehreren Steinen zusammengesetzt, die sich gewölbeartig gegenseitig stützen, sondern aus einem einzelnen großen Quader herausgemeißelt, nach der Statik also ein Architrav. Eingewölbt wurden diese Kirchen, wenn überhaupt, zumeist erst in der Zeit der Gotik, mit Rippengewölben aus Backstein.
  - Auch mehrere romanische Basiliken wurden in Dänemark aus Naturstein errichtet. Der Dom zu Lund, eine große Sandsteinbasilika, verweist auf rheinische Vorbilder, die Granitbasilika in Skarp Salling eher auf italienische.
  - Außer dem Dom zu Lund wurden auch weniger große Kirchen mit Doppelturmfassaden errichtet, die aber bis auf die von Tveje Merløse später durch Eintürme ersetzt wurden.
  - Der romanische Backsteinbau begann in Dänemark nur wenig später als in Deutschland. Gerade die frühen dänischen Backsteinbauten orientieren sich mehr an italienischen als an deutschen Vorbildern.[12]
- Norwegen:
  - Stavanger Domkirke (1100–1150) ist zum größeren Teil romanisch.
  - Einige der Stabkirchen in Norwegen stammen nicht nur aus der Zeit der Romanik, sondern weisen auch Zitate aus der Steinarchitektur ihrer Zeit auf.

- Ostmitteleuropa:

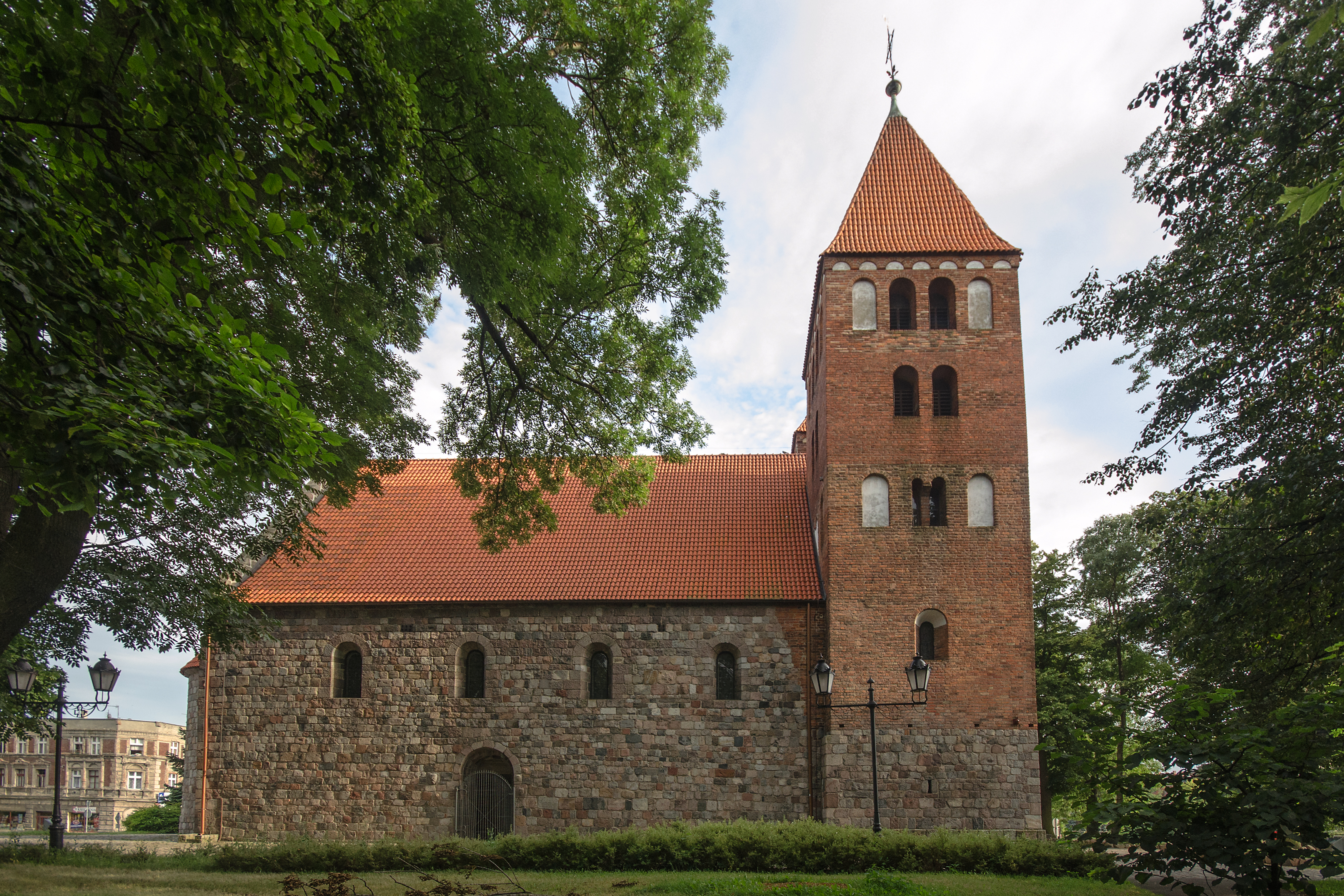
Marienkirche in Inowrocław, Kujawien, Polen

  - An mehreren Orten in slawischen Ländern waren die ersten steinernen Kirchen Rundbauten, so etwa auf dem Prager Hradschin ein Vorgänger des heutigen, gotischen, Veitsdoms. Sie waren Grabeskirchen wie der erste Dom in Gniezno, häufiger aber Palastkirchen. Die ersten dieser Rotunden werden eher noch der Vorromanik zugerechnet. Hingegen leitet die im frühen 12. Jahrhundert errichtete Sankt-Prokop-Rotunde in Strzelno mit ihren Bandrippengewölben schon zur Spätromanik über.
  - Die meisten großen romanische Basiliken in Ostmitteleuropa sind später gotischen Bauten gewichen. Einen Eindruck der äußeren Erscheinung vermittelt die Stiftskirche in Tum,[13] der Innenraum ist jedoch seit einem Brand von Backsteingotik des 15. Jahrhunderts bestimmt.
  - Von den zahlreichen kleineren romanischen Kirchen ist wegen des Vergleichs mit der weiteren Architekturentwicklung die Marienkirche in Inowrocław interessant: Hier wurde Ende des 12. oder Anfang des 13. Jahrhunderts eine Saalkirche aus sorgfältig behauenen Granitquadern und einem Turmpaar aus Backstein errichtet, wenige Jahre, bevor 33 km nordöstlich der Deutsche Orden Ordensburg und Stadt Thorn (Toruń) gründete, mit gotischen Backsteinbauten.[14]

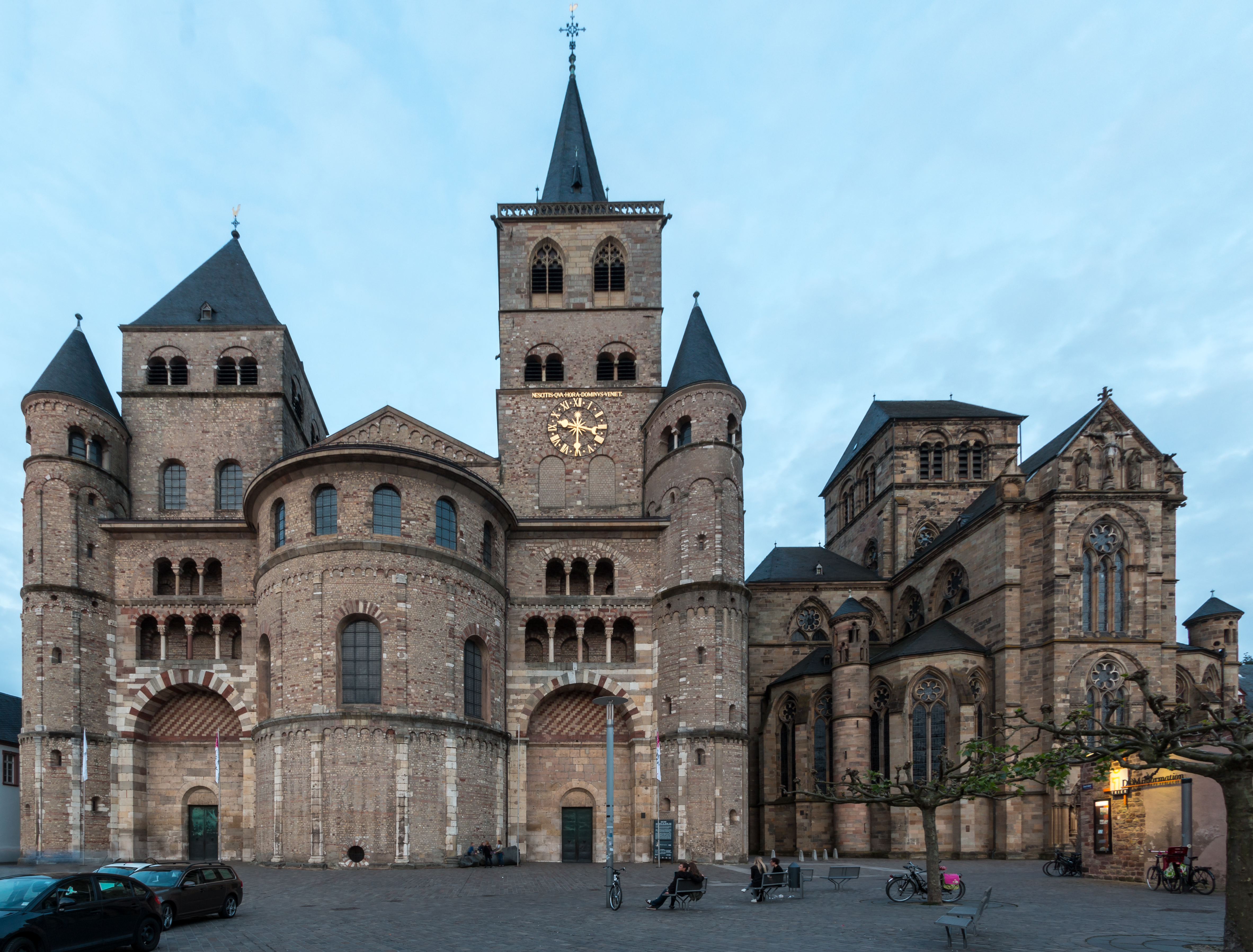
Dom zu Trier (linker Gebäudeteil) mit den weltweit ersten Zwerggalerien und Chorapsis auch am Westende
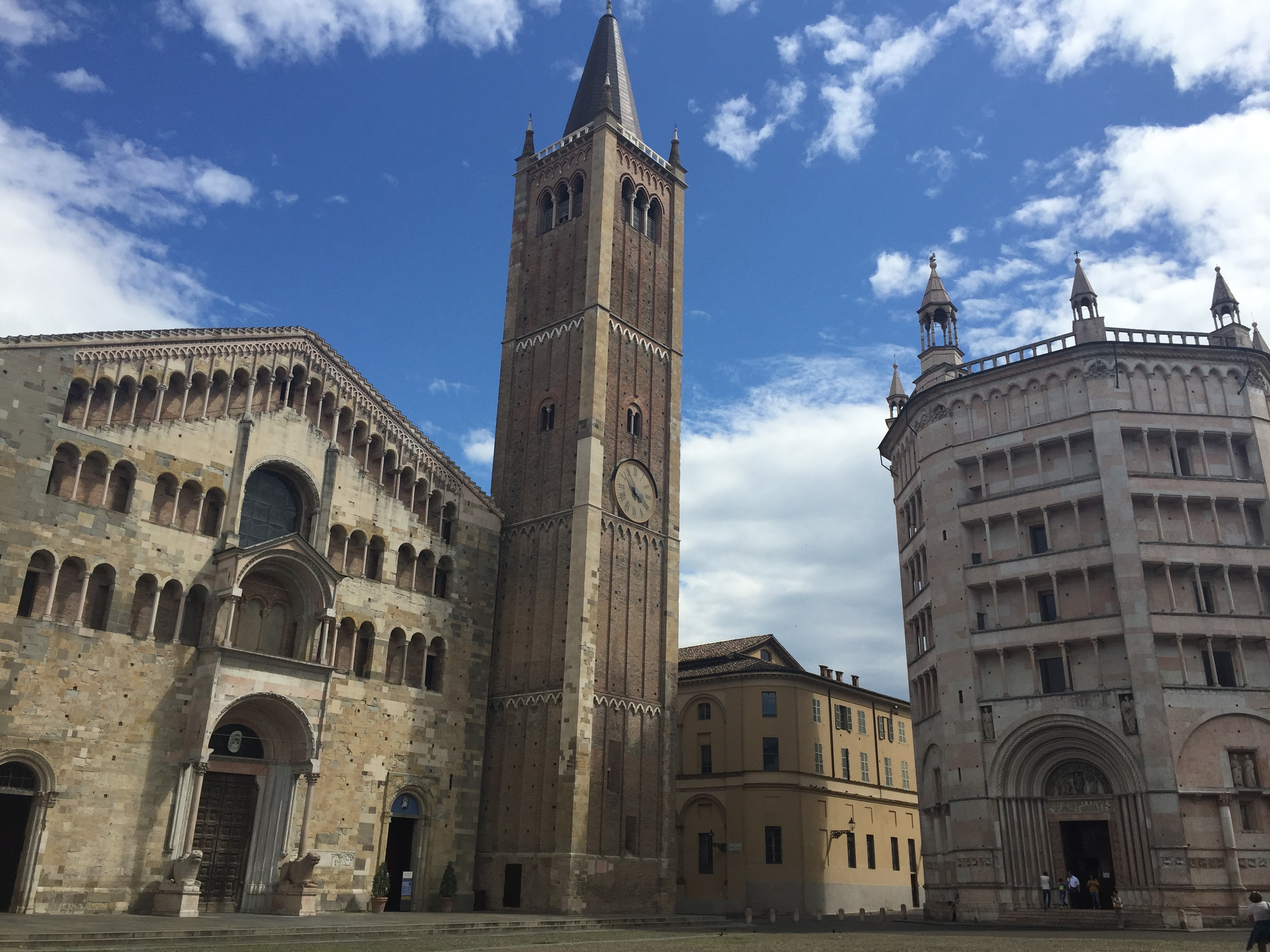
Duomo di Parma, typisch lombardisch die Zwerggalerien unter der Giebelschräge
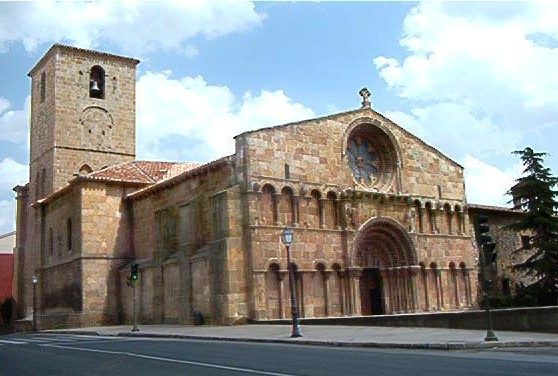
Santo Domingo in Soria, Kastilien und León, Spanien
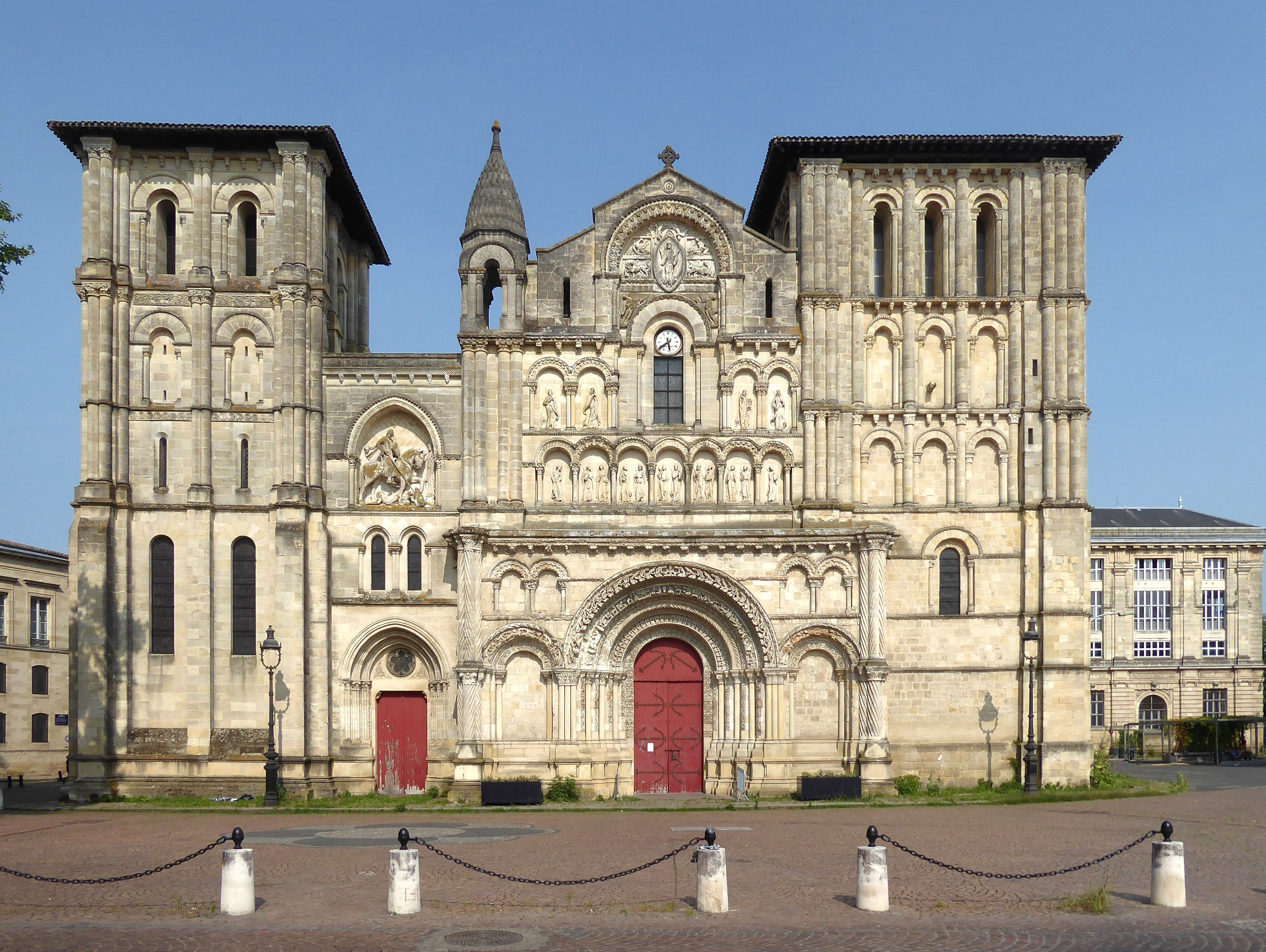
Ste-Croix, Bordeaux, Zwerggalerie (Heiligengalerie über dem Portal) und Blendarkaden
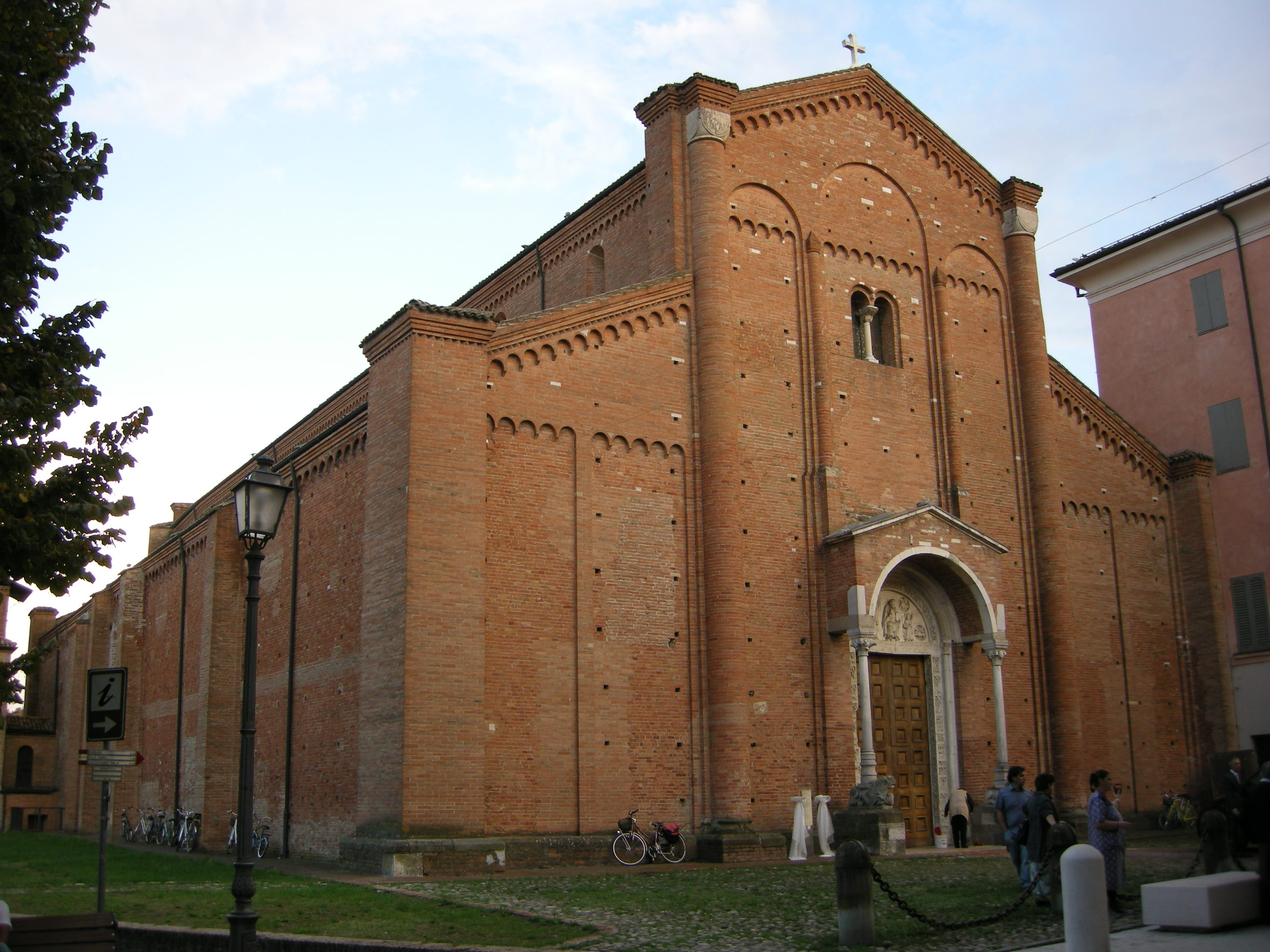
Abteikirche Nonantola, Prov. Modena, Emilia-Romagna, IT turmlose Backsteinbasilika
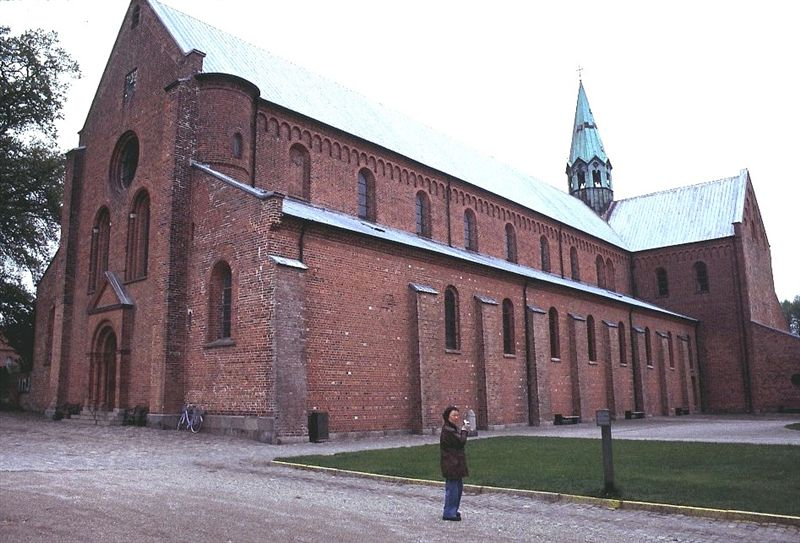
Klosterkirche des Klosters Sorø, Dänemark, turmlose Backsteinbasilika
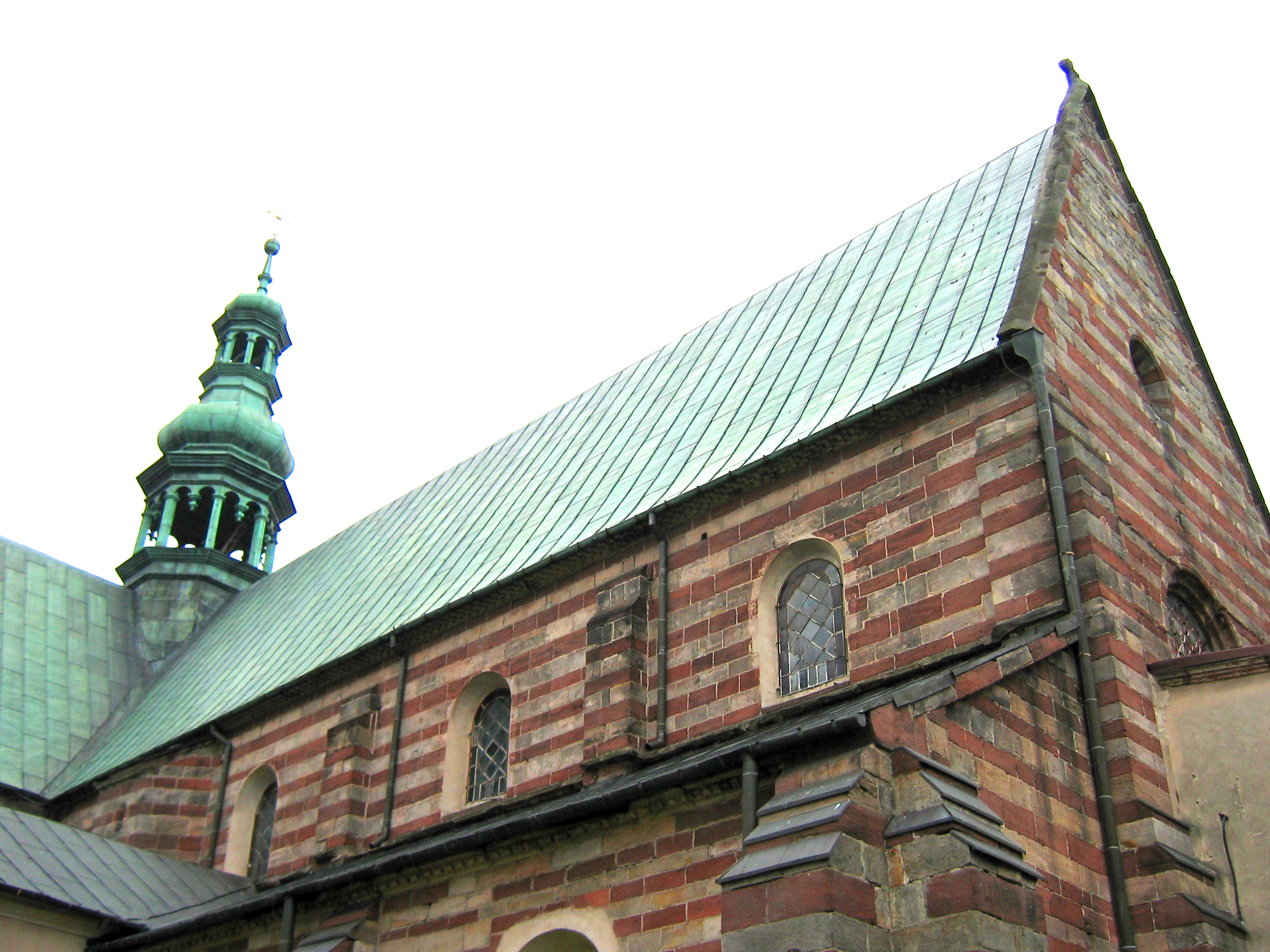
Zisterzienserkirche św. Floriana in Wąchock, Woj. Heiligkreuz, PL, Wände aus hellgrauen und roten Steinquadern

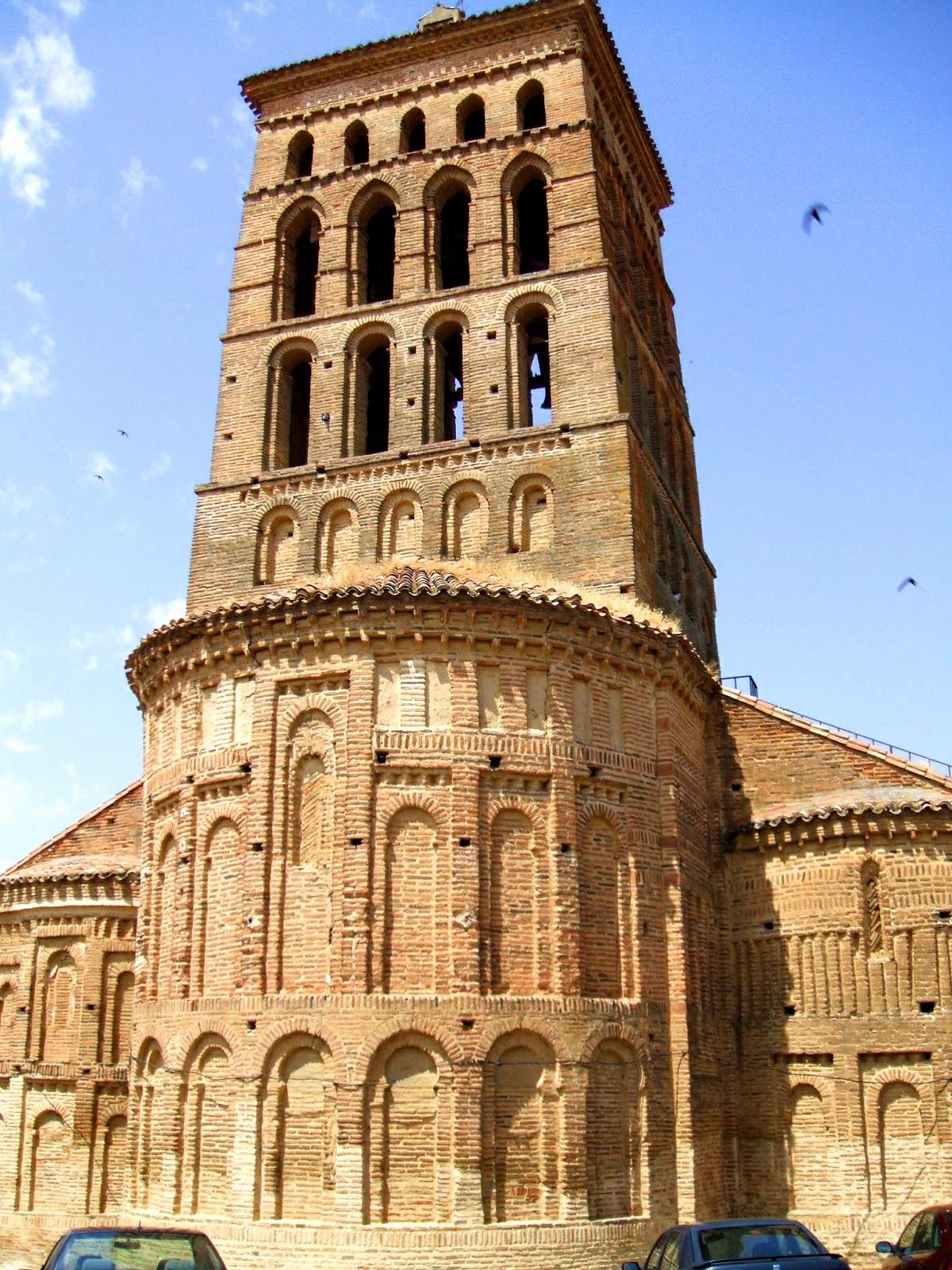
San Lorenzo in Sahagún, Kastilien und León, Mudéjar-Romanik
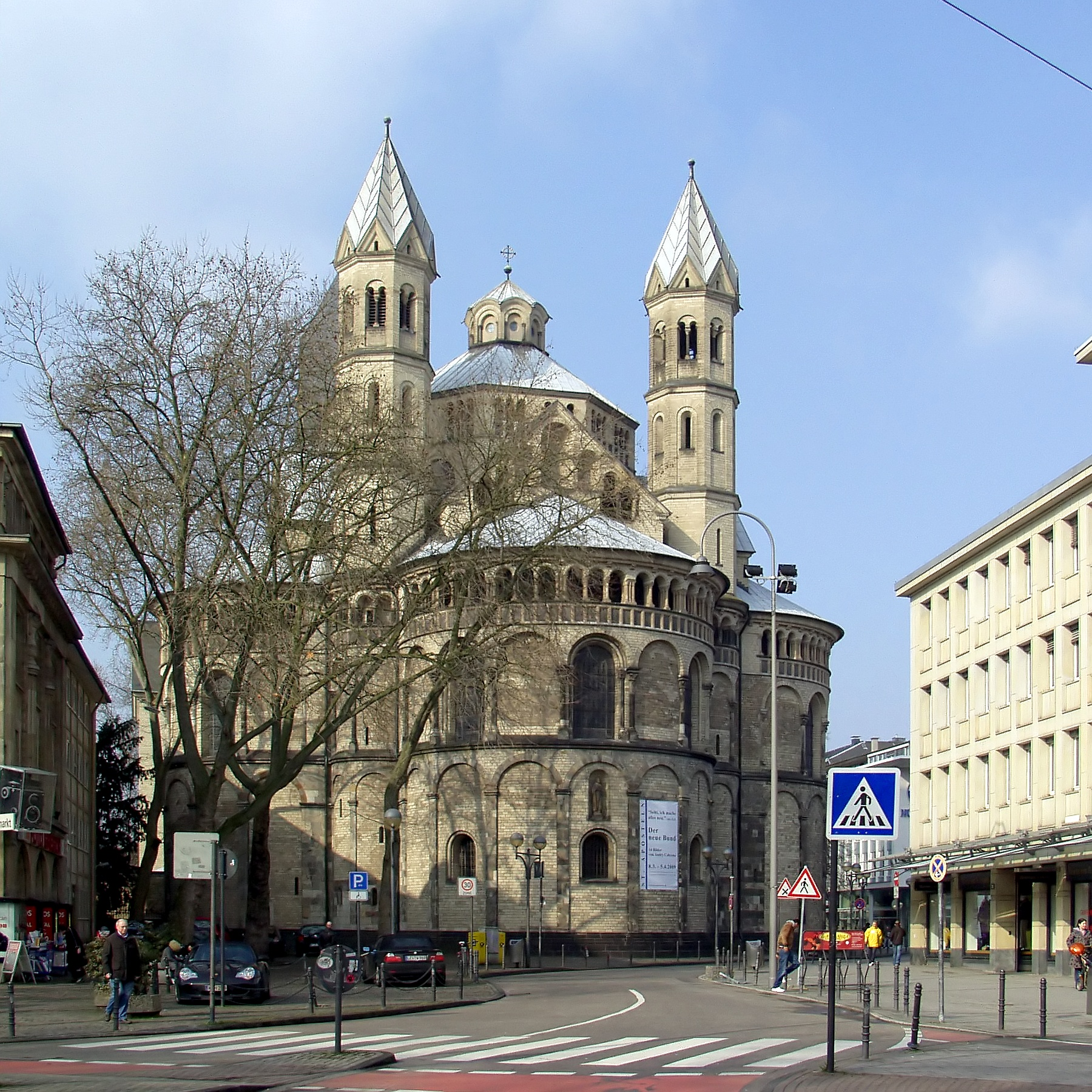
St. Aposteln in Köln mit drei Konchen
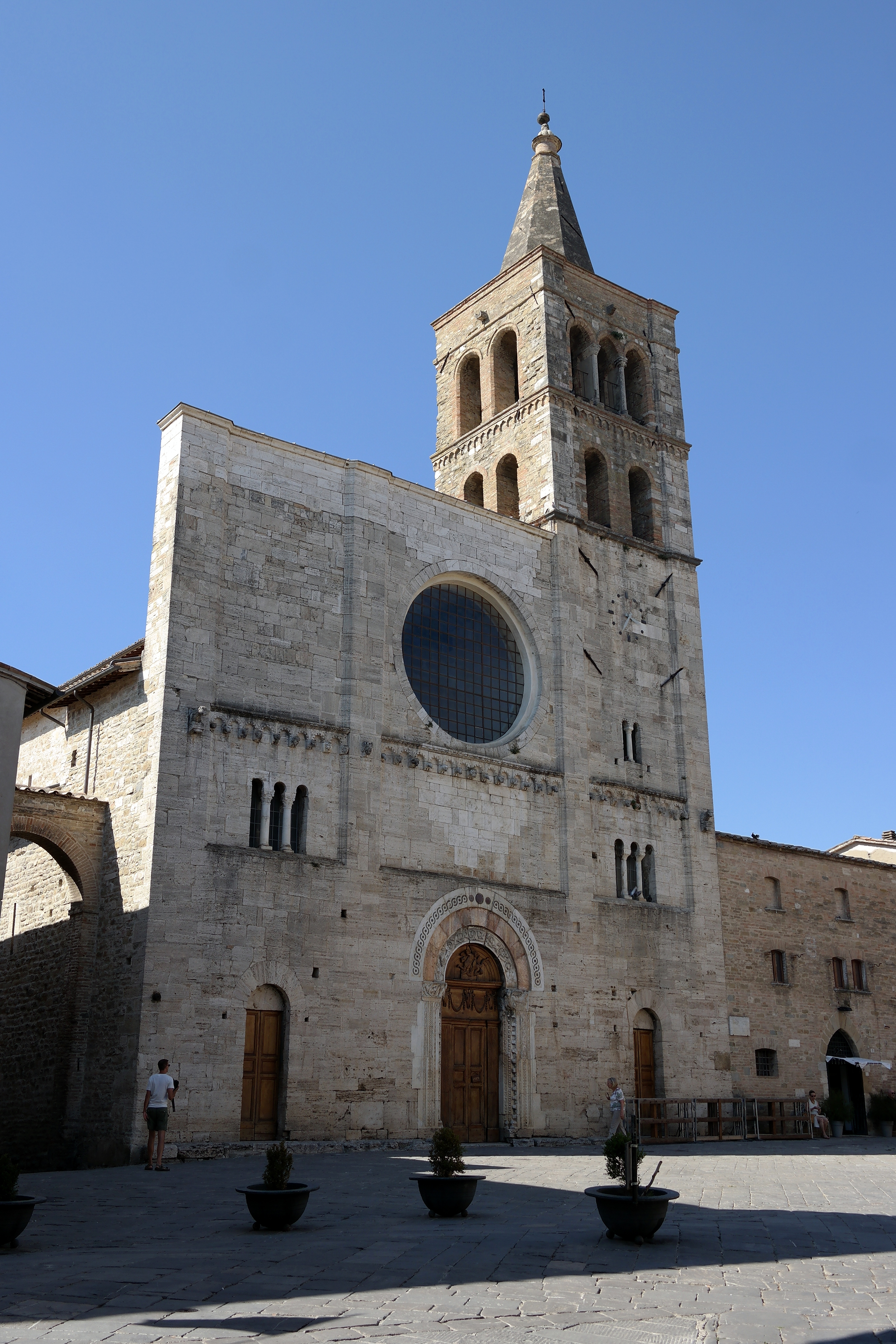
San Michele in Bevagna, Umbrien, 13. Jh., nahe einer Zweiturmfassade
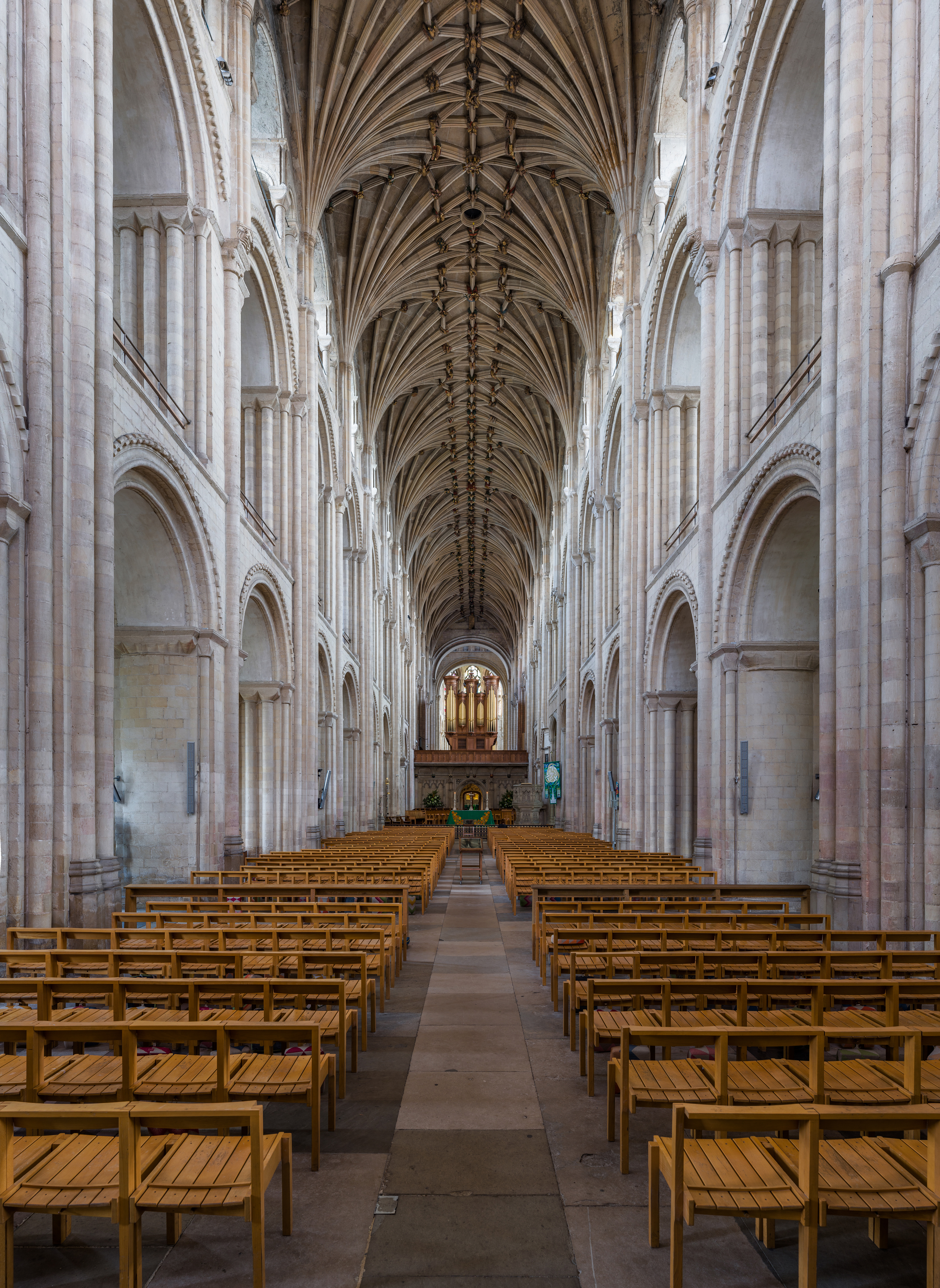
Kathedrale von Norwich, gotisches Fächergewölbe über romanischen Arkaden
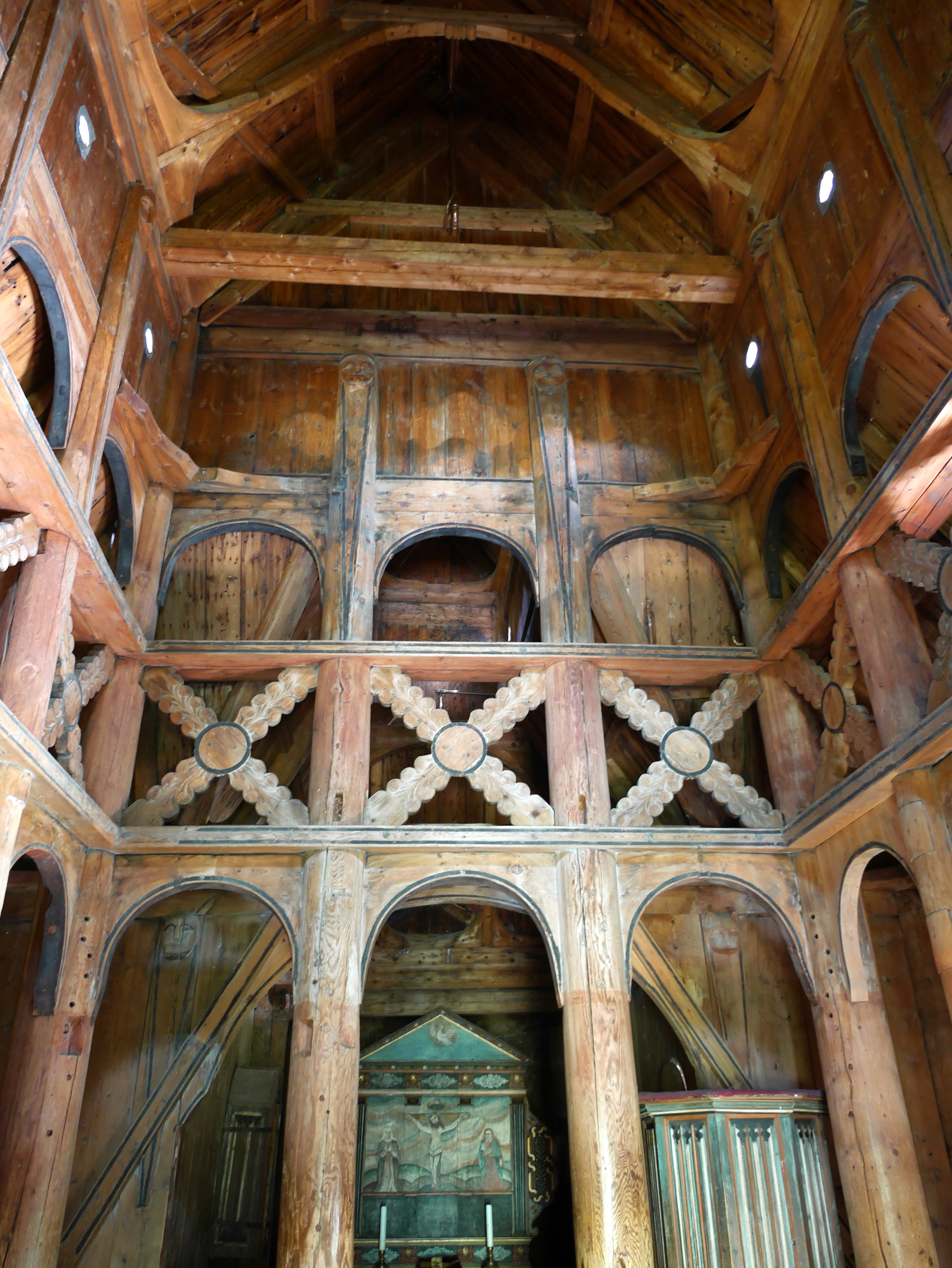
Rundbogenarkaden in der Stabkirche Borgund

### Profanbauten

#### Stein

Goslarer Kaiserpfalz vor und während der Instandsetzung 1868

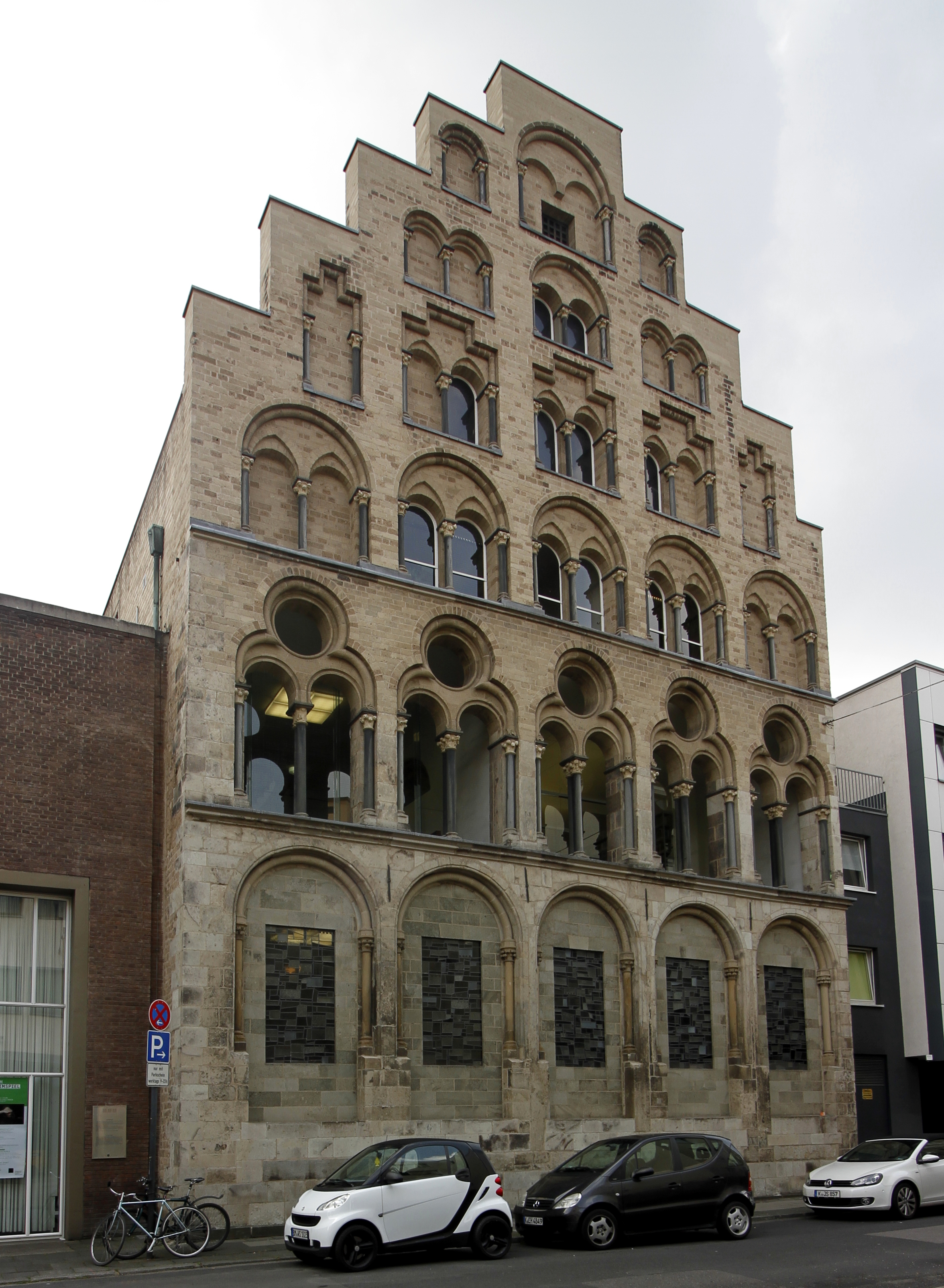
Overstolzenhaus in Köln

Die Städte bestanden zur Zeit der Romanik in Mittel- und Nordeuropa fast ausschließlich aus Holzhäusern, die keine lange Lebensdauer hatten; in Gegenden mit leicht abzubauenden Steinvorkommen und auch Mangel an Bauholz, besonders in Südeuropa (z. B. Italien, Südfrankreich), gab es hingegen mehr Steinbauten, die teilweise auch noch erhalten sind. Zu den ältesten Profanbauten gehören in Mitteleuropa folglich nur einige wenige der (damals seltenen) Steinbauten, darunter an Wohnhäusern das Graue Haus in Oestrich-Winkel (um 1080), zwei Häuser an der Kathedrale von Tournai (um 1150, als älteste Wohnhäuser Westeuropas vermarktet), ein romanisches Haus in Bad Münstereifel (1167), in Cluny u. a. das Haus Borluut am Markt (1175), in Gent der Kornspeicher an der Graslei (um 1200), das „Heidenhaus“ in Rosheim, der Propstsitz „Haus Korbisch“ (1208) und die Zehntscheune (1237) in Karden an der Mosel, der aufwändige Patriziersitz Haus Overstolz in Köln (um 1220), das Dreikönigenhaus in Trier (1230), Häuser in Gelnhausen oder Bad Kösen.
Werke romanischer Baukunst waren auch Königspfalzen, einige Bischofspaläste, sowie die Burgen von Landesfürsten. Relativ gut erhalten sind Teile der Kaiserpfalz in Cheb (Eger) und mit einigen Restaurierungen die Kaiserpfalz Goslar und das Palas der Wartburg. Andere, wie Burg Dankwarderode in Braunschweig, wurden mit sehr viel Fantasie rekonstruiert. Vieles ist nur als Ruine erhalten, darunter das Palas der Pfalz in Cheb und die Pfalzen in Gelnhausen und in Kaiserswerth. Wo Burgen bis in die jüngere Vergangenheit, teilweise bis in die Gegenwart intensiv genutzt und dementsprechend immer wieder modernisiert wurden, können romanische Bauteile stark mit jüngeren verquickt sein, wie etwa auf Burg Rochlitz.
Zahlreiche Burgen nicht ganz so hoher Bedeutung entsprachen in der Zeit der Romanik noch nicht heutigen Vorstellungen einer mittelalterlichen Steinburg, sondern bestanden bis weit in die gotische Epoche hinein aus Erdwällen, Palisaden und hölzernen Wohn- und Wirtschaftsgebäuden. Als Beispiel sie die Geschichte der Burg Bederkesa genannt. Selbst Burg Trausnitz über Landshut, später lange Zeit die Residenz der bayrischen Herzöge, wurde im 12. Jahrhundert als hölzerner Turm begonnen.
Nach dem Vorbild ländlicher, befestigter Wohntürme wurden von Adel und Patriziern teils auch in Städten solche angelegt (etwa der Frankenturm in Trier oder der Stenshofturm in Rüttenscheid). Einige italienische Städte, nicht zuletzt Bologna, hatten um 1200 ein Gedränge von hohen Wohntürmen, das den Skylines heutiger Bankenviertel (Mainhattan) nicht nachstand.
In Städten voller Privathäuser aus leicht brennbarem Material errichtete man hier und da feuerfeste Speicherbauten, die als Steinwerke bezeichnet werden.

#### Holzhäuser
Die Holzhäuser haben naturgemäß kaum überlebt. Zudem folgten Bauernhäuser nicht allen Tendenzen kirchlicher, herrschaftlicher und städtischer Architektur. Daher können hier nur Dendrodaten Auskunft geben, ob einer dieser Bauten der romanischen Epoche zuzurechnen ist.
Als ältestes erhaltenes hölzernes Wohnhaus Europas gilt das Haus Niederöst in Schwyz, älteste Teile 1176, Südfront und Dach 1270 Es wurde 2001 abgebrochen, eingelagert und 2014 am neuen Standort in Sattel für museale Zwecke neu aufgebaut.
Um Irrtümern vorzubeugen: Die wohl ältesten Bauernhäuser Südtirols, im ladinischen Kulturbereich, stammen erst aus dem 14. und 15. Jahrhundert.

#### Fachwerk
Das in der Erde gründende und daher fäulnisanfällige Pfostenhaus war der Vorläufer der Ständerbauweise und des daraus entwickelten, meist auf Stein fundamentierten Fachwerkhauses, das seit dem frühen 13. Jahrhundert langsam die alte Bauweise ablöste. Daher ist Fachwerk vor 1200 nach Grossmann nicht mehr zu erwarten. Daher entstanden die ältesten erhaltenen Fachwerkhäuser im 13. Jahrhundert, schon in der Zeit der Gotik.
Um 1200 setzen die ältesten Denkmäler des Fachwerkbaus auf dem Lande ein: Die ältesten erhaltenen Fachwerkbauten Europas sind zwei Großscheunen in Cressing Temple von 1205 und 1235, bezeichnenderweise keine bäuerliche Architektur, sondern Klosterscheunen der dortigen Niederlassung der Templer.

## Romanik in der Bildenden Kunst
Die künstlerischen Erzeugnisse sind vorwiegend in Buchmalerei, Bildhauerkunst und Wandmalerei erhalten geblieben. Werke der Romanik zeichnen sich vor allem durch einen geringen Naturalismus und hohen Symbolismus aus. Die Skulpturen und Malereien zeigen oftmals drastische Motive. Besonders in der Wandmalerei wurden häufig hierarchische Strukturen durch die Bedeutungsperspektive und abgestufte Anordnung dargestellt.
Siehe ausführlicher:
- Romanische Bildhauerkunst
- Romanische Buchmalerei
- Romanische Wandmalerei
- Goldschmiedekunst des 12. Jahrhunderts

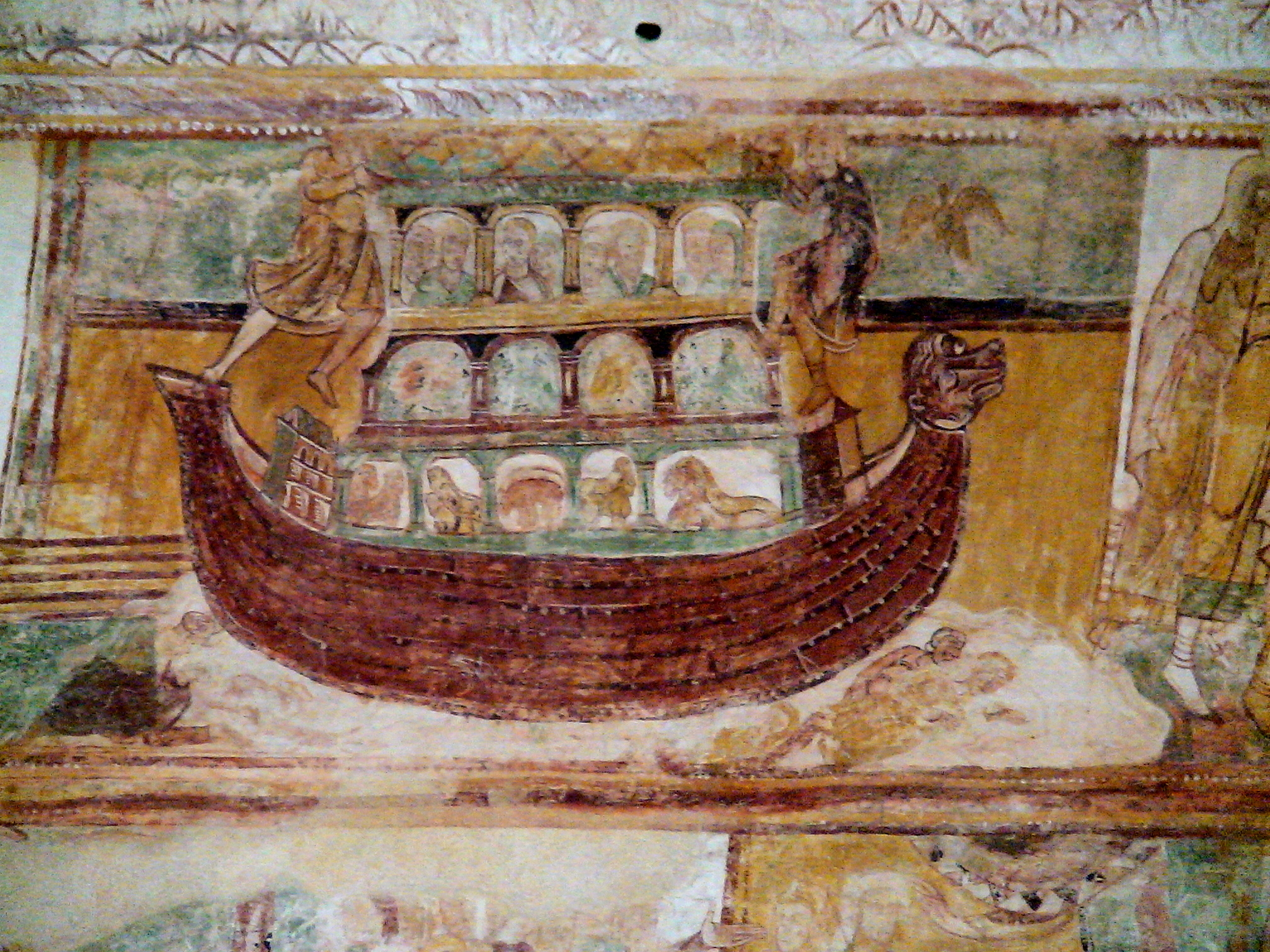
Abtei Saint-Savin (Vienne, Frankreich), Arche Noah aus dem Deckenfresko
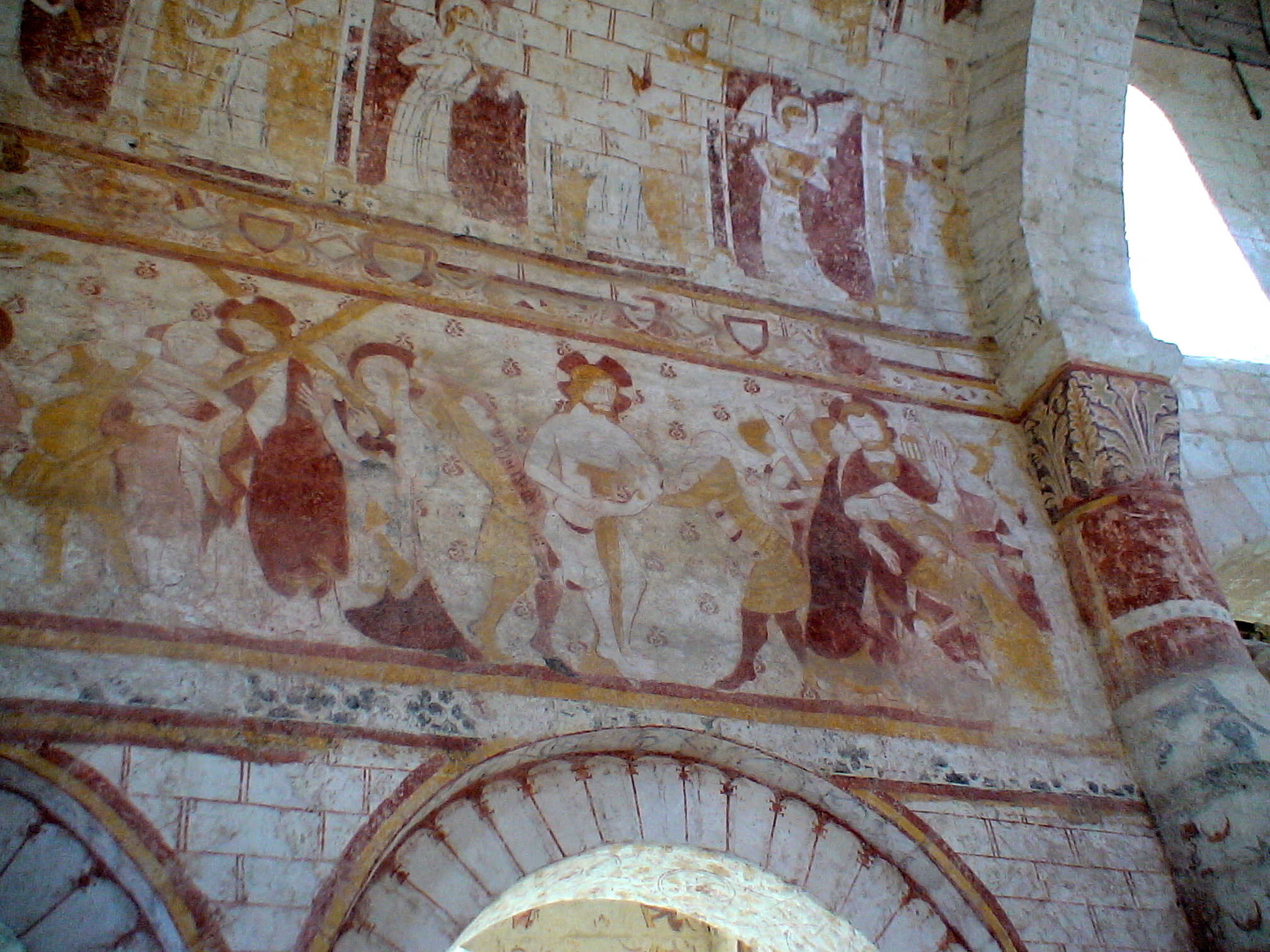
St-Genest, Lavardin (Loir-et-Cher, Frankreich)
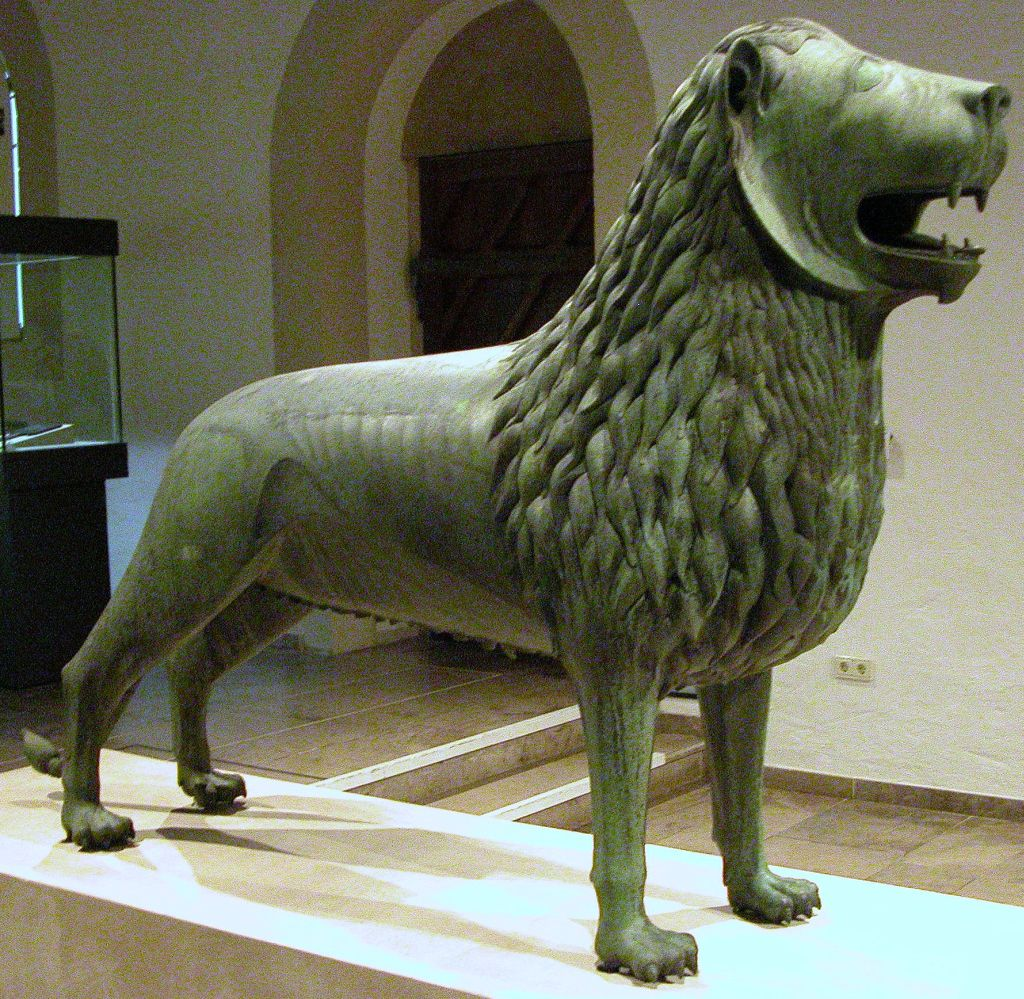
Der Braunschweiger Löwe (um 1166), älteste bekannte freistehende Großplastik des Mittelalters nördlich der Alpen
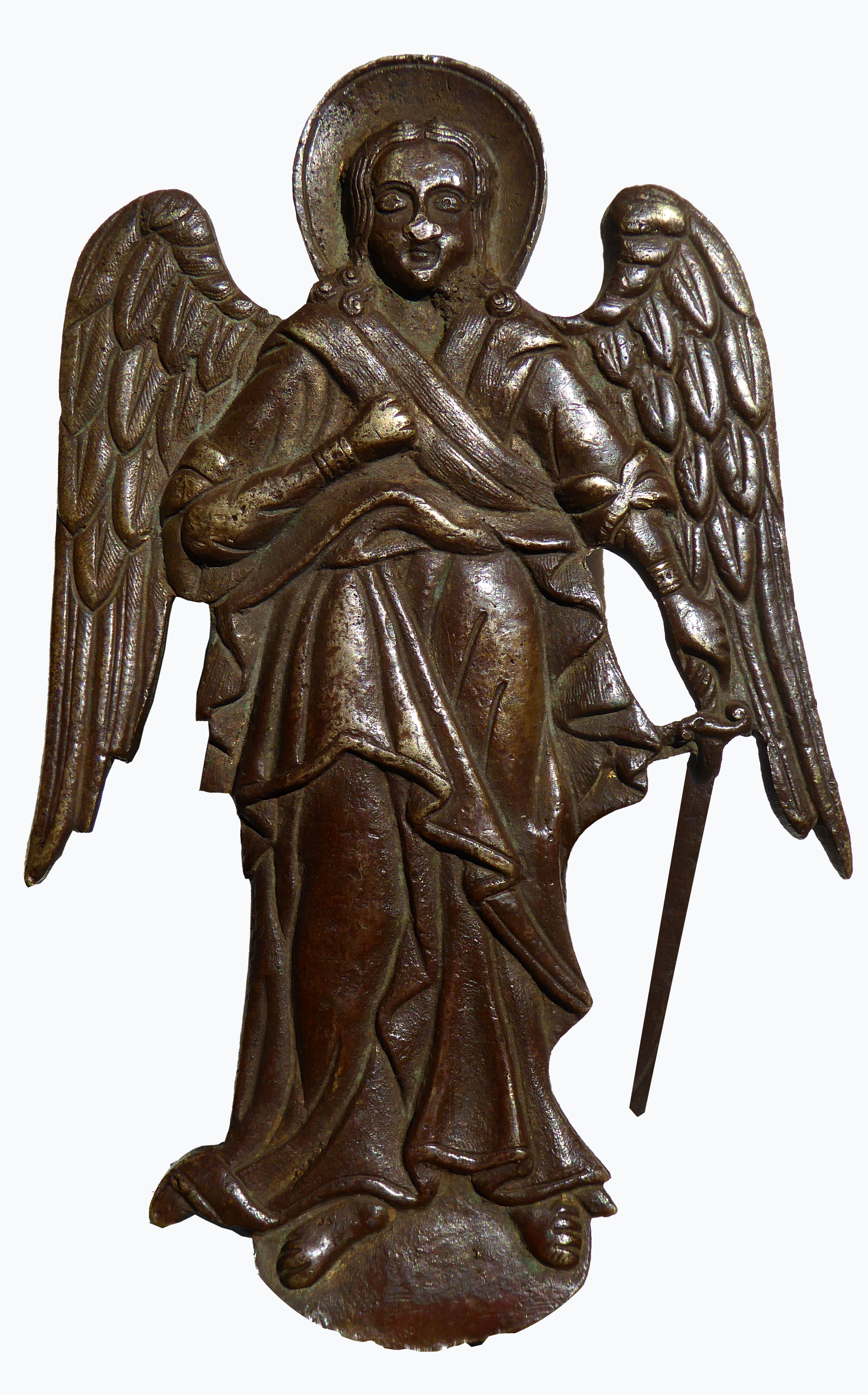
Reliefkunst Bronzeguss, Erzengel Michael

## Stilphasen

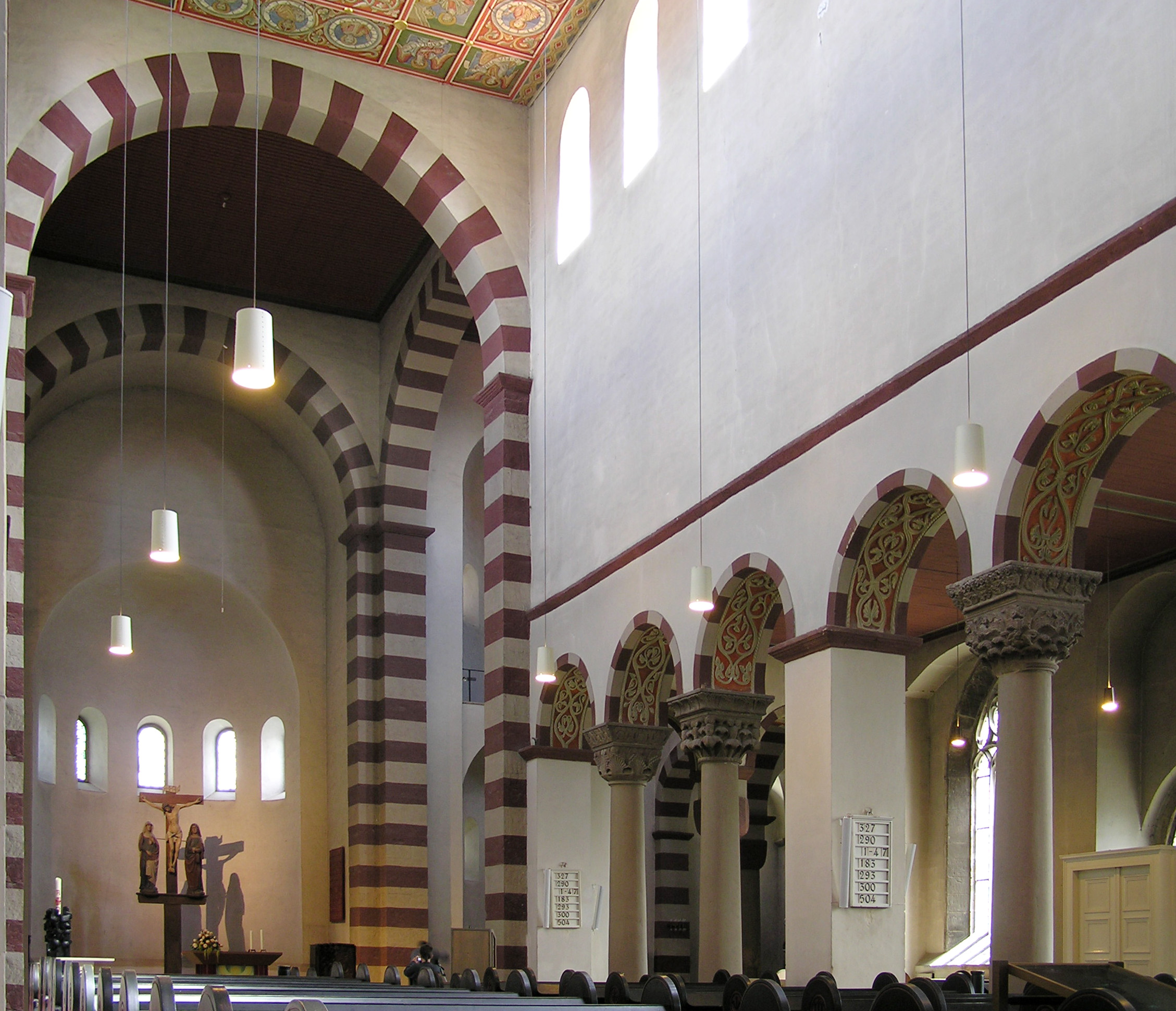
St. Michael in Hildesheim

### Frühromanik
Die frühe Romanik (Ende 10. Jh. bis um 1080) wurde wesentlich von den jungen Klostergemeinschaften, die überall in Europa entstanden, entwickelt, in denen nach dem Untergang Roms erstmals wieder auch weltliches Wissen systematisch gesammelt und durch Forschung erweitert wurde.
Beispiele der frühen Romanik in Deutschland sind die Hildesheimer Michaeliskirche ab 1010, die erste Phase des Speyerer Doms ab 1025, Klosterkirche Limburg an der Haardt ab 1025 angesetzt, in Polen mit der Regierungszeit Kasimirs des Erneuerers, 1038–1058. Aus der Bauzeit der unter seiner Herrschaft errichteten Kirche der Abtei Tyniec (heute in einem Vorort von Krakau) ist unter anderem das Südportal erhalten.

### Hochromanik

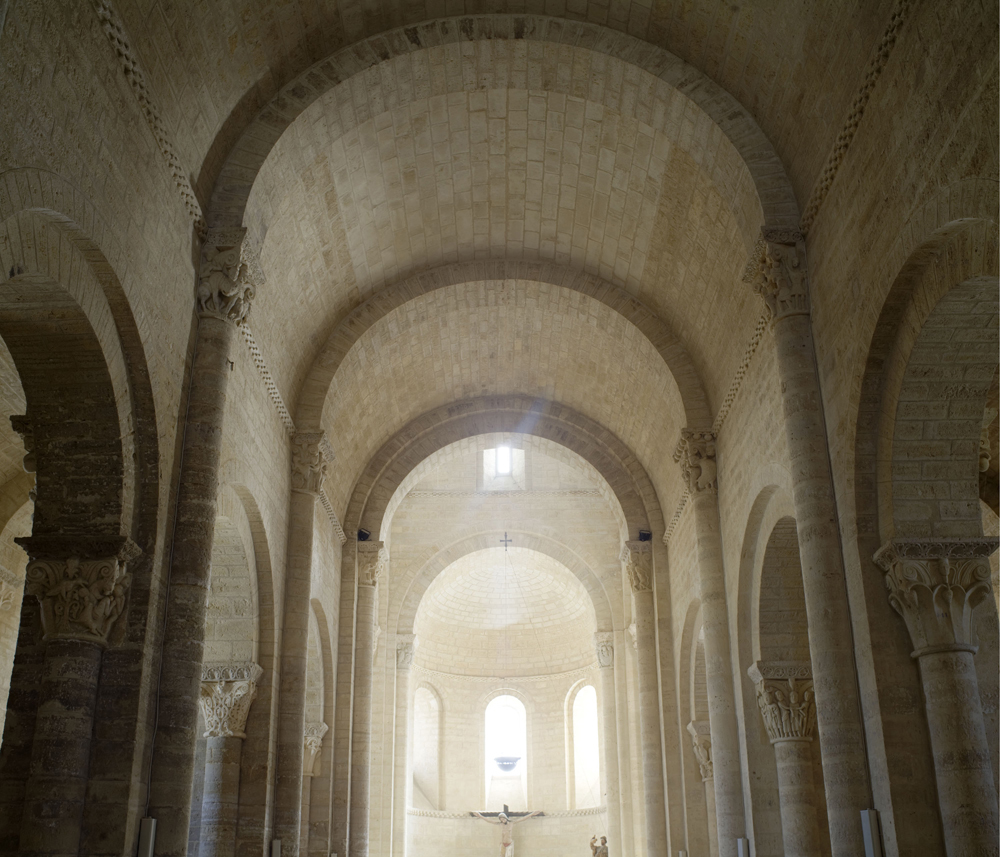
Tonnengewölbe von San Martín in Frómista (Kastilien und León, Spanien)

Das steigende ökonomische und technische Niveau ermöglichte ab ca. 1070 enorme Leistungen in der Baukunst. Der Speyerer Dom war die Kirche der salischen Kaiser und diente als deren Grablege. In seiner zweiten Baustufe von kurz vor 1082 bis 1106 erhielt das Mittelschiff rundbogige Kreuzgratgewölbe. Bei seiner Vollendung war er die zweitgrößte Kirche der Christenheit (nach Alt St. Peter).
In der dritten Abteikirche von Cluny ab 1088 und der in enger Anlehnung ab 1090 errichteten Prioratskirche von Paray-le-Monial verließ man die klassischen Formen der Romanik und baute die Tonnengewölbe der Mittelschiffe sowie Arkaden und Kreuzgratgewölbe der Seitenschiffe spitzbogig. Cluny III war eine fünfschiffige Basilika mit zwei Ostquerhäusern und einem Umgangschor mit Kapellenkranz; mit dem später angebauten Narthex wurde ihre Grundfläche schließlich größer als die der vatikanischen Petersbasilika.

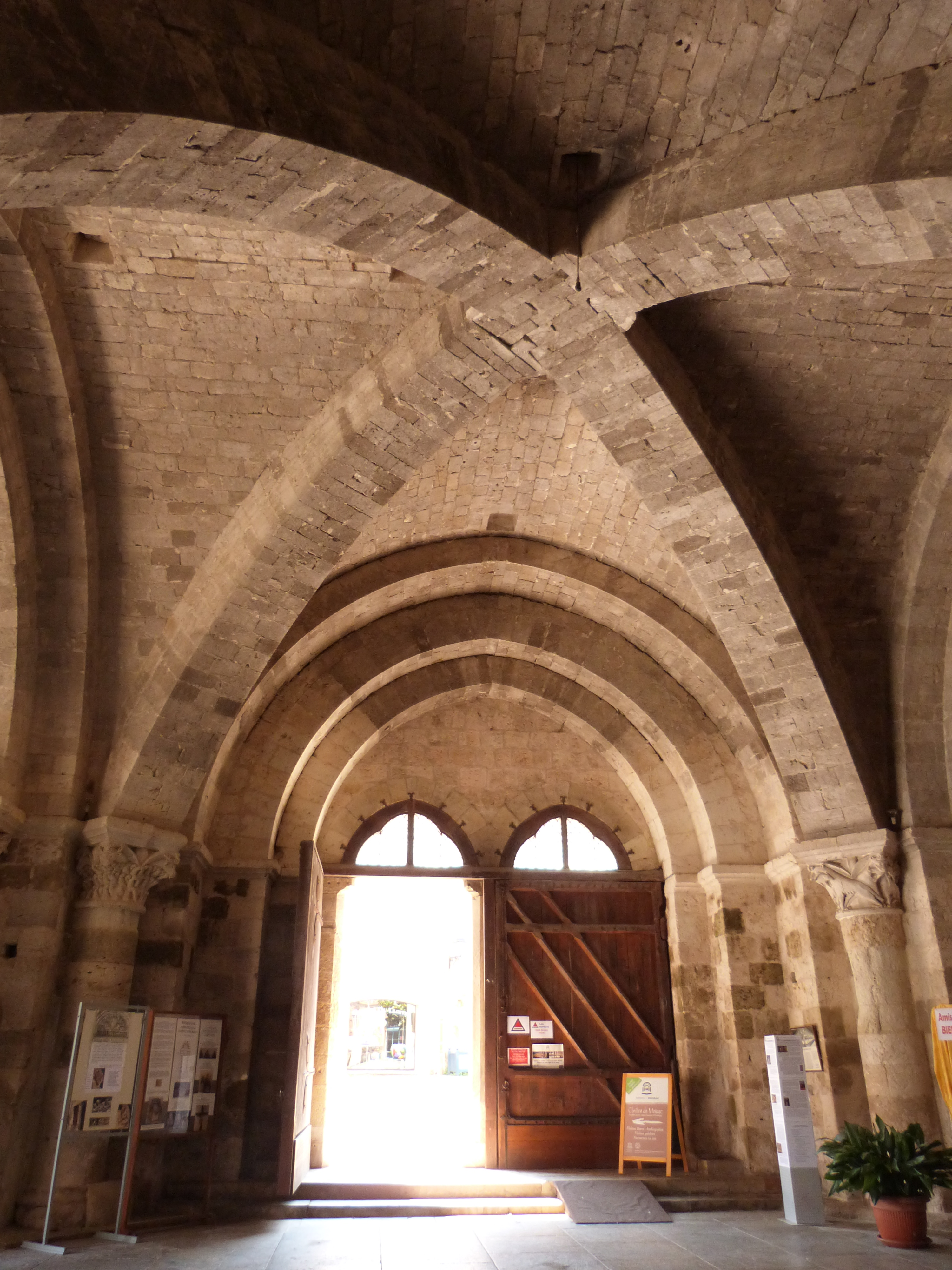
Moissac, Erdgeschoss des Tiurms, 4. Viertel 11. Jh.

Frankreich ging in der Ausbildung des Umgangschors mit Kapellenkranz voran. In dem Land entwickelten sich unterschiedliche Gewölbeschemata, die regionalen Bauschulen zugerechnet werden, obwohl das nicht immer ganz trifft: Zur schon erwähnten burgundischen Schule von Cluny gehörte auch die Kathedrale von Autun. Im Burgund entstanden aber auch St-Philibert (960–1108) in Tournus mit runden Quertonnen über dem Mittelschiff und runden Kreuzgratgewölben über den Seitenschiffen und der romanische Kern der Pilgerkirche von Vézelay (Chor 1104 geweiht, weitere romanische Teile bis 1145 errichtet) mit runden Kreuzgratgewölben. In Westfrankreich errichtete man mit oft spitzen Tonnengewölben Hallenkirchen. In räumlicher Überlappung dazu entstanden in Aquitanien und etwas später an der Loire die Kuppelkirchen von Angoulême (1110–1128), Périgueux (ab 1. Hälfte 11. Jh., 5 Kuppeln 1125–1150) und Fontevraud (gegründet 1011). Kirchen mit Rundtonnen und Emporen entstanden in der Auvergne und in den Pilgerstraßenkirchen des Südwestens von Conques (1041 bis Anf. 12. Jh.) über St. Sernin in Toulouse (1077–1119, Stufenhalle aus Backstein mit Tonnengewölben) bis nach Spanien zu Santiago de Compostela (ab 1075, großenteils später verändert). Im Languedoc wurde im letzten Viertel des 11. Jahrhunderts die Abteikirche vom Moissac errichtet, von der aus jener Zeit nur noch die unteren Geschosse des Westturms erhalten sind. Mit seinem spitzbogigen Portal und mehreren, teilweise spitzbogigen, Rippengewölben nimmt er, wenn auch mit klobigen Rippenformen, die entscheidenden Elemente der Gotik voraus, die dennoch erst ein halbes Jahrhundert später 500 km nördlich einsetzte.
In England leitete die normannische Eroberung 1066 den Ersatz oder Neubau vieler Kirchen ein, auch Wohngebäude für die neuen Herren wurden gebraucht, zeitlich und qualitativ voran der Tower of London, 1178 bis vor 1100, mit der St-John’s-Kapelle. So entspricht der kontinentalen Hochromanik in England der Norman Style. Beispiele sind die Kathedralen von Ely (ab 1083) und von Durham (Chor ab 1093, erste Rippengewölbe um oder kurz nach 1100) sowie die Abteikirche von Peterborough (1118 bis 1238). Aller drei Bauzeit erstreckte sich bis in die Gotik, zum Verständnis ihrer romanischen Gestalt sind also genaue Betrachtung und Information erforderlich.
Italien war in viele Staaten zersplittert, sodass sich viele Regionalstile entwickelten. Auf Einwölbung wurde größtenteils weiterhin verzichtet.
Die vielleicht bedeutendste Ausnahme ist Sant’Ambrogio in Mailand, die seit dem Ende des 6. Jahrhunderts errichtete Kirche wurde ab 1100 völlig umgebaut, das Langhaus bis 1128. Damit entstanden aus Backstein die Kreuzrippengewölbe ihres Mittelschiffs, mit runden Gurt- und Schildbögen aber leicht gespitzten Rippenverläufen, nach den deutlich klobigeren Rippengewölben von Moissac, aber vor dem Beginn der Gotik um Paris.
In der Hochromanik spielte Bauschmuck eine große Rolle. Hinzu kamen mehr und mehr freistehende figürliche Bildwerke, die oft aus Holz (Triumphkreuze, Madonnenfiguren, Lettnerfiguren), aber auch aus Bronze (Braunschweiger Löwe, Wolframleuchter in Erfurt) gearbeitet wurden. Italienische Einflüsse sind wahrscheinlich, so zunächst wohl bei der Quedlinburger Stiftskirche mit ihrem vielfältigen bauplastischen Schmuck. Eine bildnerische Prachtentfaltung ist danach z. B. bei der Benediktiner-Abteikirche St. Peter und Paul (Königslutter) festzustellen; in einem teilweise engen Zusammenhang stehen Bauten z. B. in Hildesheim (St. Godehard), Goslar, der Braunschweiger Dom, das Kloster Unser Lieben Frauen in Magdeburg und die Liebfrauenkirche (Halberstadt).
Zu den Schmuckformen vor allem der Hoch- und Spätromanik über Toren und Apsiden zählen verschiedene Formen von Friesen sowie an Rundbogenfriesen der ostseitigen Apsis kleine Figuren, Tierchen und Gesichter. Vor allem in Frankreich entstanden über Portalen Tympanonreliefs mit figurenreichen Szenen.
Aus der Mitte des 11. Jahrhunderts sind erste Buntglasfenster erhalten. Durch kleine Fragmente sind derartige Fenster allerdings bis zurück in die Karolingerzeit nachzuweisen, wiewohl Glas zeitweise ein Luxusartikel war.

Rad- und Rosenfenster, in den meisten Sprachen begrifflich nicht unterschieden, wurden ab dem Vorabend der Gotik angelegt und finden sich in prinzipiell gleichen Formen in romanischen und frühgotischen Bauten. Ähnlich ist es mit Kleeblattbögen.

### Spätromanik

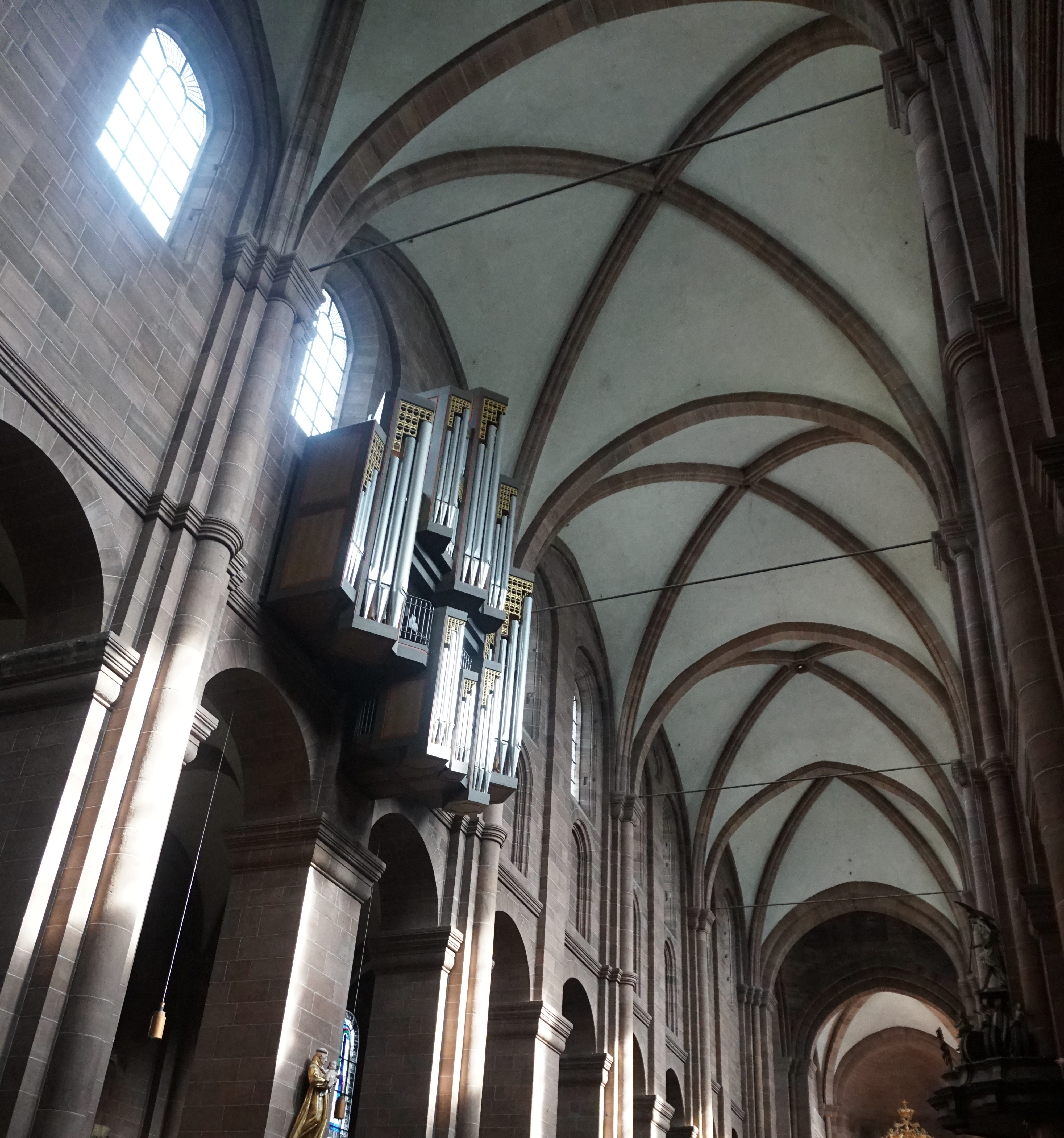
Wormser Dom, 1130–1181, spätromanisch: spitzbogige Kreuzrippengewölbe, rundbogige Fenster

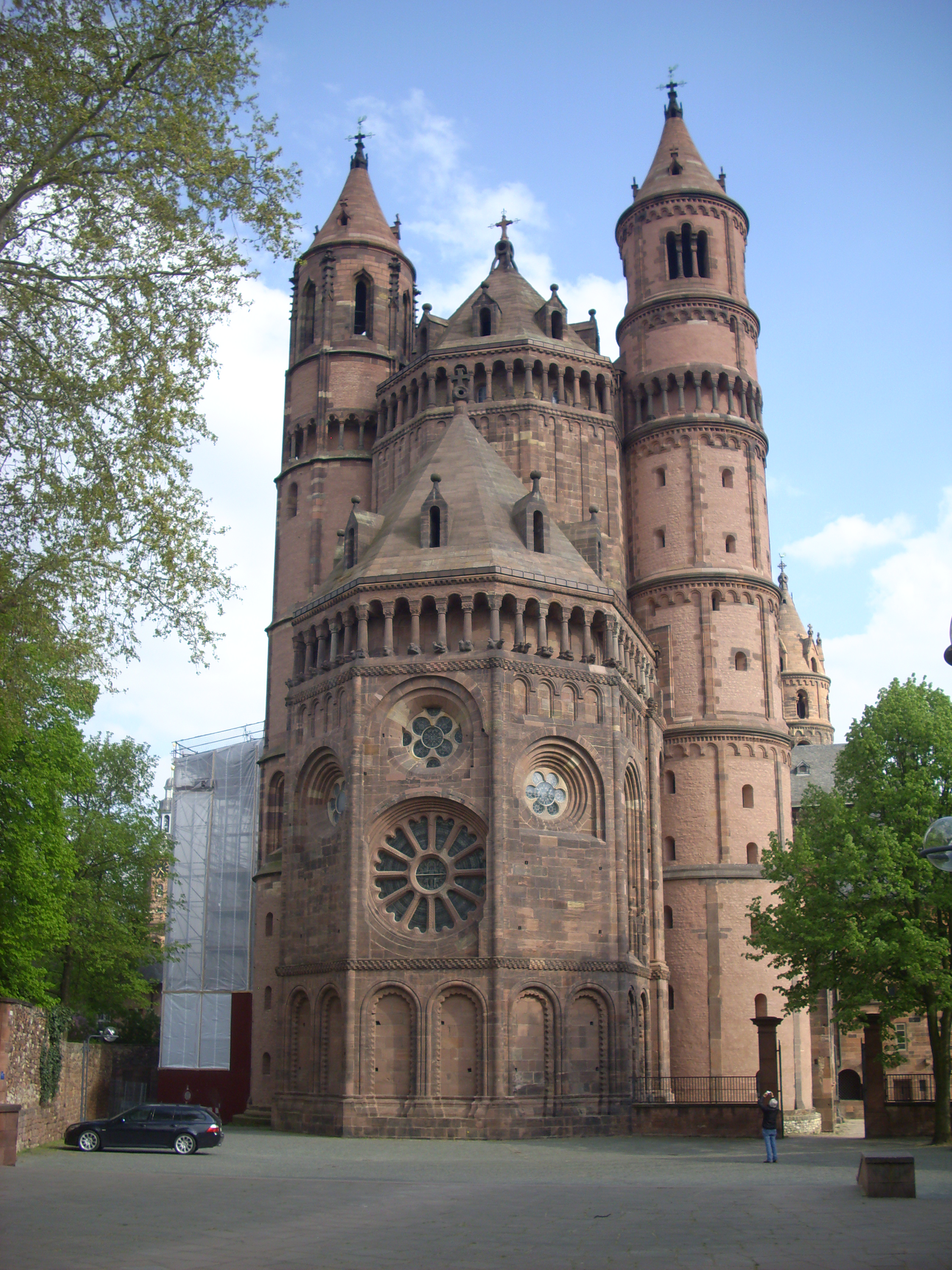
Wormser Dom, spätromanischer Westchor, kurz vor 1181, oktogonal, mit Zwerggalerie und vier Maßwerkrosen

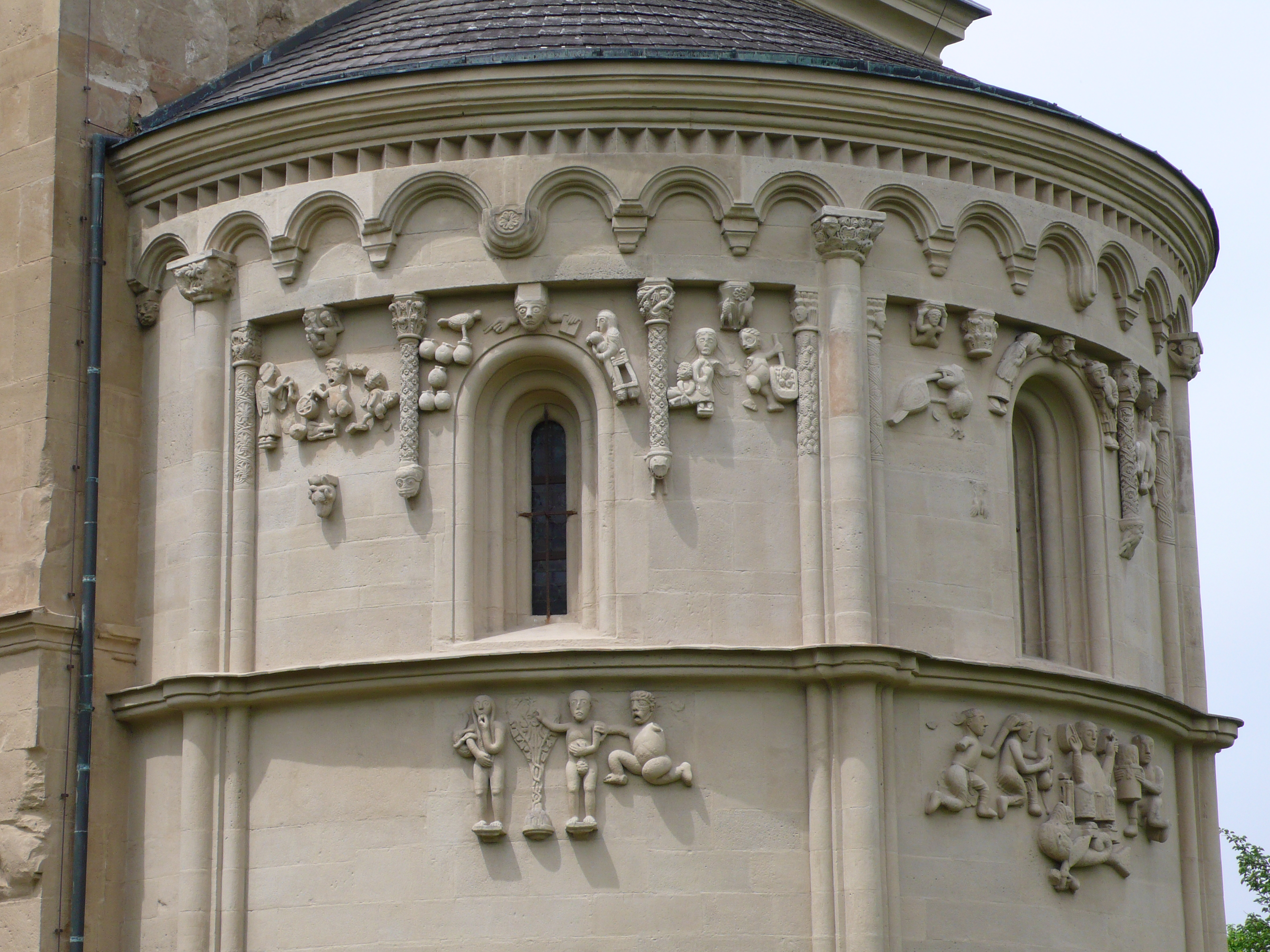
Steinerne Bibel, Apsis der Pfarrkirche Schöngrabern in Niederösterreich, 13. Jh.

Die Spätromanik zeichnet sich durch Vielseitigkeit von Baukörpern und Innenräumen aus, die mit großer Zierfreude gebaut wurden. Eine besonders reiche Bautätigkeit entfaltete sich an Rhein und Maas. Analog zu den französischen Bauten wurden verstärkt Doppelturmfassaden gebaut, teils auch in Verbindung mit prächtig ausgebildeten Vierungstürmen.
Die Spätromanik begann in verschiedenen Regionen Europas zu unterschiedlicher Zeit. Im Burgund kann man als Anfang die Grundsteinlegung der dritten Abteikirche von Cluny im Jahr 1088 ansetzen (die zeitlich betrachtet noch der Hochromanik angehört – s. o.), denn hier wurden hinter weiterhin romanischen Fassaden erstmals im christlichen Abendland Innenräume spitzbogig überwölbt, Mittelschiff und Querschiffe mit Spitztonnen, Seitenräume mit spitzen Kreuzgratgewölben. Diese Bauweise fand nicht nur im Burgund selber Nachahmung, sondern auch in Italien, so in der Abtei Fossanova.
Im frühen 12. Jahrhundert begann man in der Normandie an mehreren Orten mit dem Bau von – noch rundbogigen – Kreuzrippengewölben. Das erste derartig eingewölbe Mittelschiff war wohl 1120 das von Lessay (Baubeginn 1106). Wenig später wurde der Kapitelsaal der Abtei Jumièges eingewölbt. Zu der Zeit begann auch die Errichtung von St-Étienne de Beauvais, nebenbei berühmt für das Glücksradfenster (ab 1145) im Nordgiebel. Dabei ist nicht zu vergessen, dass im Norden des damals normannisch regierten England in der Kathedrale von Durham schon vor 1100 die ersten spitzbogigen Kreuzrippengewölbe errichtet worden waren. Die ersten derartigen Gewölbe in Frankreich entstanden zwischen 1110 und 1130 in der Klosterkirche Morienval im Valois, das schon dem weiteren Umfeld von Paris zuzurechnen ist.
Spätromanische Bauten in Deutschland wurden typischerweise nach dem Beginn der Gotik in Frankreich errichtet, in der Fassadengestaltung hielt man an romanischen Formen fest, aber für die Überwölbung der Innenräume verwendete man die neu entwickelten Rippengewölbe der Gotik, Kreuzrippengewölbe nach Pariser oder Domikalgewölbe nach angevinischem Vorbild.
Als Musterbeispiel eignet sich der Wormser Dom: 1130 begonnen, erhielt er um 1140 die Gewölbe von Chorquadrum und Querhaus, spitzbogige Kreuzrippengewölbe, zeitgleich mit dem gotischen Chorumgang von Saint-Denis, aber mit etwas groben kastenförmigen Rippenprofilen. Arkaden und Kreuzgratgewölbe der Seitenschiffe baute man ebenso wie Fenster und Portale bis zur Weihe im Jahr 1181 konsequent rundbogig. Über die Datierung der Langhausgewölbe besteht keine Einigkeit, deren Rippen haben elegante Profile nach französischem Vorbild. Die Rundfenster des Westchors lassen sich gleichermaßen als romanisch oder frühgotisch betrachten (s. o.). Möglicherweise wegen deren Breiten baute man den Westchor polygonal. Das war bis dahin auch in der Gotik nicht üblich gewesen, wurde aber fortan zu einem Kennzeichen der Gotik, auch in deren Ausgangsgebiet in Nordfrankreich. Nach der Weihe wurden bei der Aufstockung der Wormser Türme gotische Fensterformen verwendet. Die rundbogigen Bandrippengewölbe des Speyerer Doms entstanden erst bei der Reparatur nach einem Brand von 1159, sind also jünger als die spitzbogigen des Wormser Doms.
Beispiele mit zeitbedingt mehr an gotischen Elementen sind einige der zwölf romanischen Basiliken Kölns (z. B. St. Kunibert, 1210–1247), der Osnabrücker Dom (romanisch bis 1254) und die Pfarrkirche St. Peter in Sinzig (1225–1241). Hingegen ist der Limburger Dom nach Forschungsergebnissen des 21. Jahrhunderts nicht dazu zu rechnen: Hier wurde eine früh- bis hochromanische Basilika aus dem 11. Jahrhundert zwischen 1180 und 1230 nach Vorbildern aus der französischen Frühgotik modernisiert, insbesondere der Kathedrale von Laon. Dabei wurden zahlreiche Fenster spitzbogig erweitert und mehrere Strebebögen angefügt.

## Neuromanik
Die Neuromanik, auch Neoromanik genannt, ist ein europäischer Kunststil des 19. Jahrhunderts. Künstler, vor allem Architekten, griffen damals auf Vorbilder der vergangenen zwei Jahrtausende zurück – in diesem Falle auf die Romanik. Zusammen mit Neugotik, Neorenaissance, Neubarock und der Vereinigung mehrerer dieser Stilrichtungen in einem Werk (sogenannter Eklektizismus) werden sie gemeinsam in der Stilgeschichte als Historismus bezeichnet.

## Touristik und Romanik
- Die Straße der Romanik ist eine Ferienstraße, die seit 1993 in Sachsen-Anhalt besteht. Sie ist 1000 km lang und umfasst 72 Bauwerke wie Kirchen, Pfalzen, Burgen und Dome.
- Die Straße der Piasten ist eine Ferienstraße in Großpolen, Polen. Sie umfasst die vorromanischen, romanischen und frühgotischen Bauwerke, die in dem Kerngebiet der Polanen vom 10. bis zum 13. Jahrhundert entstanden sind.
- Die Romanische Straße ist eine Ferienstraße im Elsass, die viele der 120 Baudenkmäler der Epoche der Romanik dort verbindet, darunter die Kirchen St. Peter und Paul von Rosheim, Sankt-Fides von Sélestat, Mariä-Himmelfahrt von Rouffach, die Stiftskirche Lautenbach und die Abteikirche Ottmarsheim.
- Die Europäische Kulturroute Transromanica, an der Regionen und Institutionen aus Deutschland, Frankreich, Italien, Österreich, Serbien, Portugal, Rumänien, Spanien, Kroatien und der Slowakei als Partner beteiligt sind, zielt auf die Erhaltung romanischer Kulturgüter in den Regionen sowie die bessere kulturtouristische Vermarktung der einbezogenen Sehenswürdigkeiten ab. Highlights dieser Europäischen Kulturroute sind u. a. das Kloster Unser Lieben Frauen in Magdeburg oder die Abtei Santa Maria von Vezzolano (Piemont).[26]